# シェイ式蒸気機関車

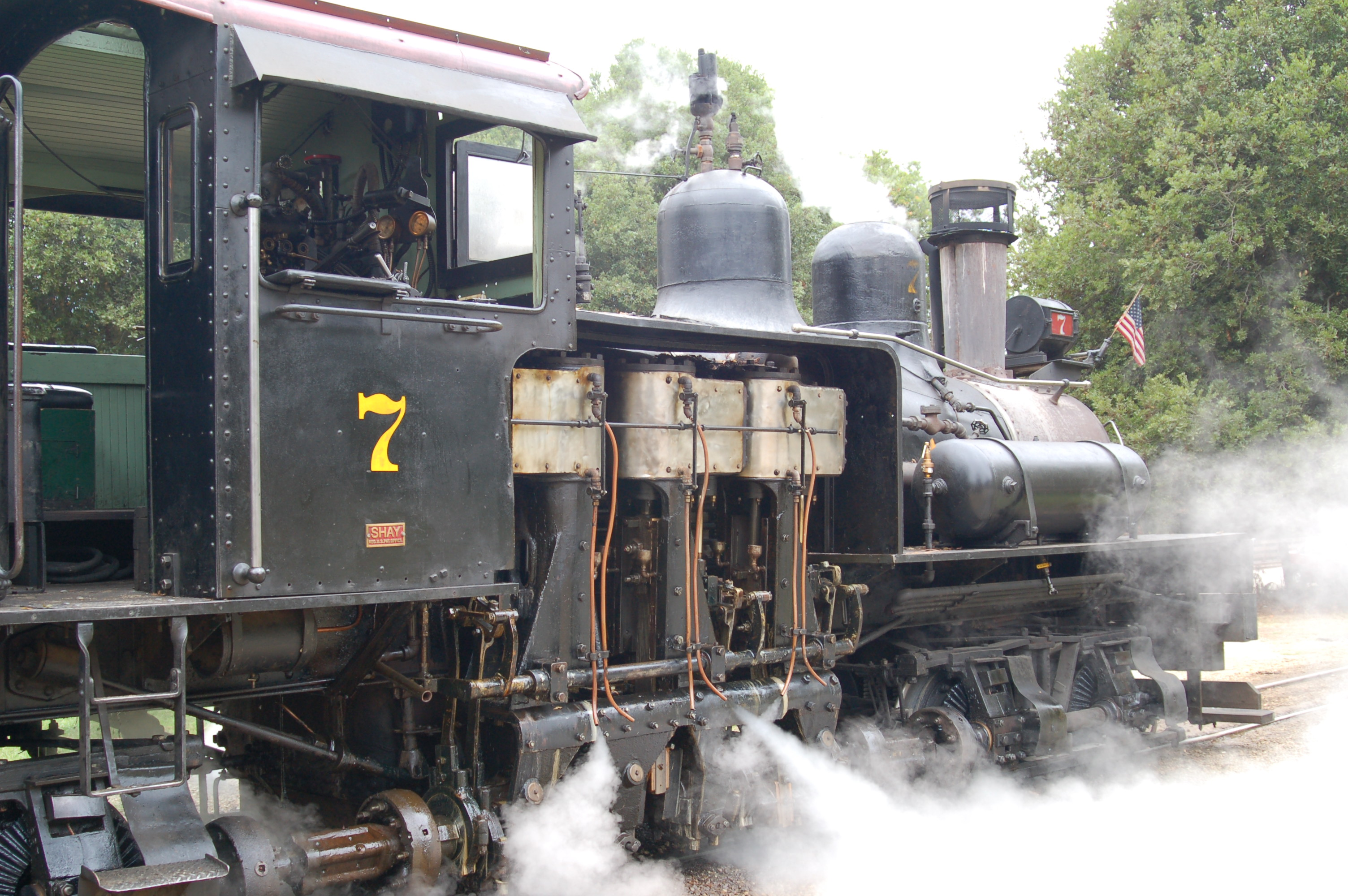
シェイ式機関車のうちクラスCに分類される3シリンダ、3台車の機体、カリフォルニア州フェルトンのローリングキャンプアンドビッグツリー狭軌鉄道No. 7 Sonora

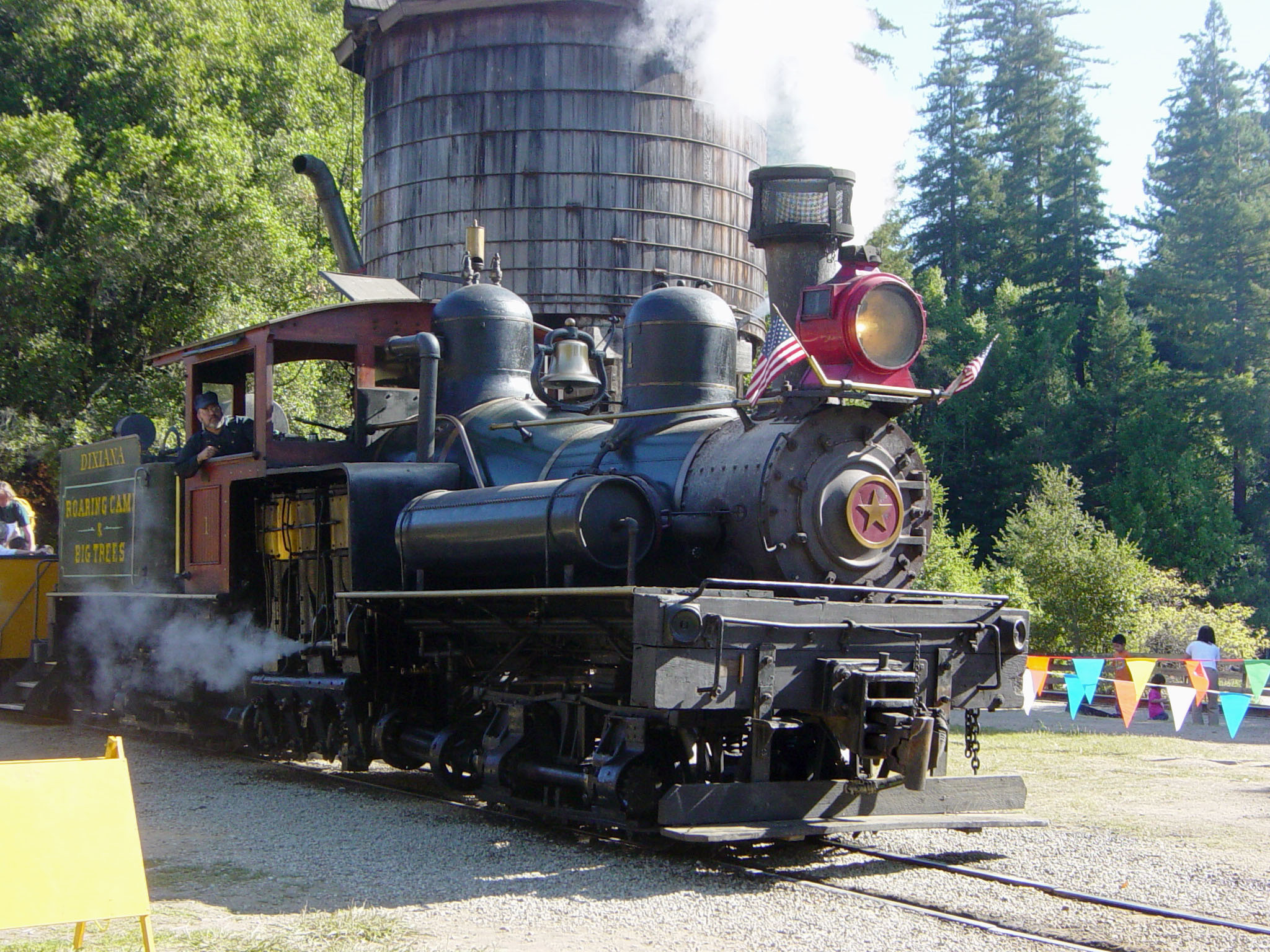
シェイ式機関車の駆動側、カリフォルニア州フェルトンのローリングキャンプアンドビッグツリー狭軌鉄道の No. 1 Dixiana（クラスB）

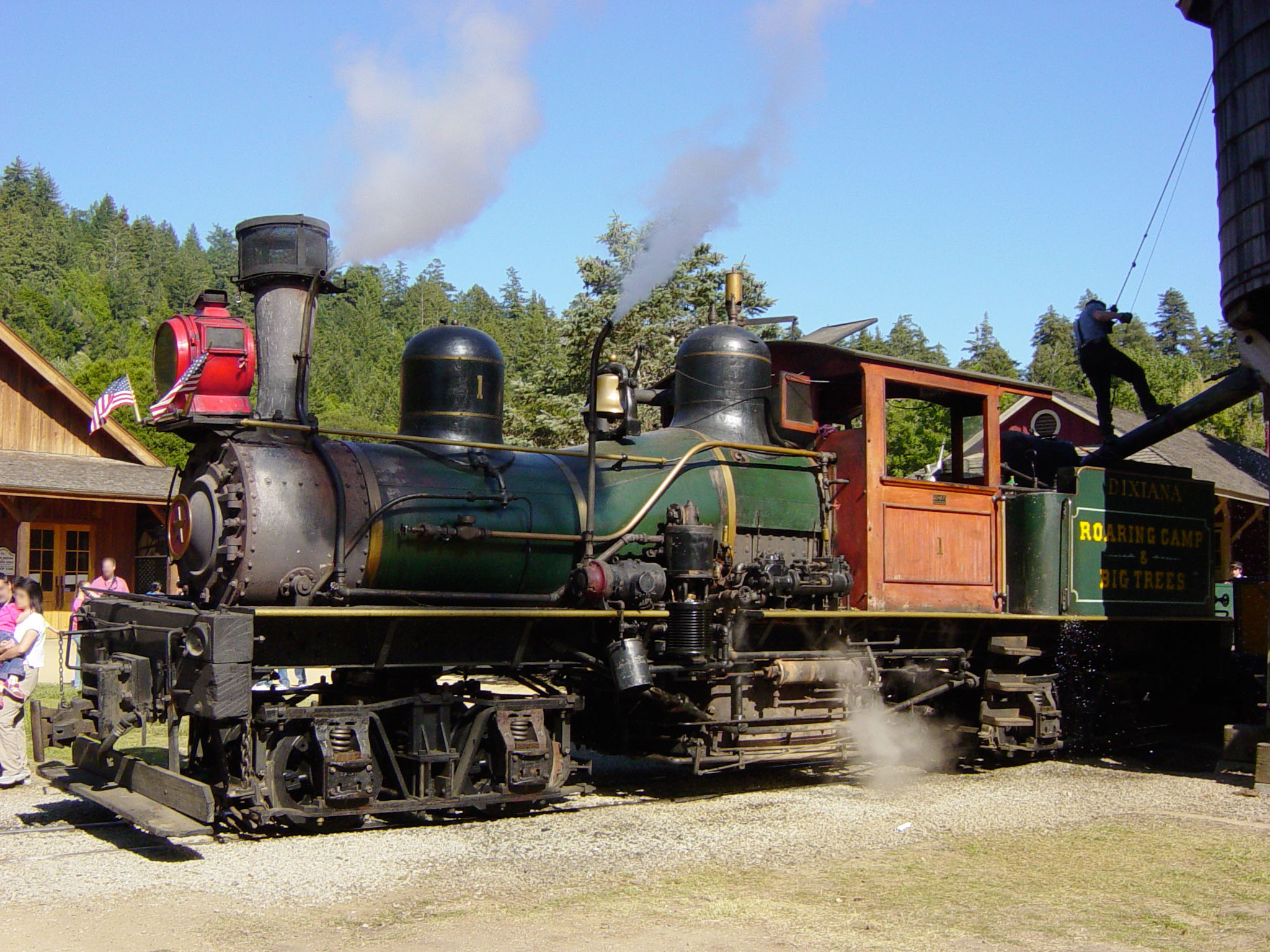
シェイ式機関車の付属機器側、上写真と同じ Dixiana

シェイ式蒸気機関車（シェイしき じょうききかんしゃ、Shay locomotive）は、歯車式蒸気機関車の一方式であり、製造メーカーのライマ社ではシェイギアード機関車(Shay Geared Locomotive)と呼称されていた。この機関車は、歯車式蒸気機関車で最も普及した方式とされており、エフライム・シェイ（Ephraim Shay）による特許に基づいて製造された。

## 開発の経緯

### エフライム・シェイによる開発とライマ社による製造
シェイ式蒸気機関車はミシガン州在住のエフライム・シェイ（1839 – 1916）の考案による歯車式蒸気機関車である。彼は、教師、南北戦争時の病院勤務、林業、商人などの職業を経て、鉄道の所有者で発明家となった人物である。彼は、林業を営んでいた1860年代に切り出した材木を通年で製材所まで運ぶため、冬季のそりよりも効率の良い機材を導入することを計画し、1875年に軌間660mmの森林鉄道を建設していた。この鉄道は木製レールを使用した簡易的なものであり、通常の機関車ではレール折損・破損が多かったため、こういった路線でも運用ができるような機関車として彼により考案された機関車がシェイ式機関車である。
1877年ごろ考案されたシェイ式機関車は、平床の台枠にボイラー、縦型の蒸気機関、歯車、転向できる台車を設置した構造で、最初のシェイ式機関車は2気筒の蒸気機関を搭載し、前部の台車は通常のボギー台車であったが、後部の台車は台枠に固定されて転向できないものであった。機関車中央部には直径3フィート、高さ5フィートの縦型ボイラーが搭載され、水タンクは前部台車上、蒸気機関は後部台車上に搭載されており、当初は蒸気機関からの動力をチェーンで床下の車軸に伝達（駆動されたのが片方のみの車軸か両方の車軸かは不明）していたが、この方式は上手くいかず、ベルト駆動に変更されている。
一方、シェイ式機関車を生産したオハイオ州ライマのライマ機関車製造会社は、1869年にカーネス・ハーバー商会のライマ機械工場として創業し、後にカーネス・アルゲター社となって林業用機械を製造していたもので、1877年にライマ機械工場と改称して蒸気機関車の製造を開始し、1880年にはシェイの最初の機関車を製造して、ミシガン州のボンド・オブ・ボンド木材工場に納品している。
1881年にシェイはシェイ式機関車の基本設計の特許アメリカ合衆国特許第 242,992号を取得し、製造権をライマ工場に付与するとともに、同社の株主となっている。1884年まで、ライマ製のシェイ式機関車は、重量が10から15ショートトンで2気筒、2台車（クラスA）のものであったが、同年に初めて3気筒、2台車（クラスB）が納入され、1885年には初めて3気筒、3台車（クラスC）のシェイが納入された。その後、彼は1901年には改良された歯車式台車の特許のアメリカ合衆国特許第 706,604号を取得した。
ライマが最初にシェイの概念を受け取った時、ジョン・カーンズ（John Carnes）が後に基本的なシェイの設計になるその概念を使用して広めるまでは、社内で見向きもされなかったが、その後のシェイ式機関車の成功はライマの組織の拡大と再編に繋がった。
1903年にライマは重量140トンの"動輪上重量で世界最重の機関車"とされる、初の4台車（クラスD）のシェイ式機関車を製造した。この機関車は、アラモゴードからコックス峡谷までの31マイルの急曲線と6%の勾配の続くEl Paso Rock Island 路線のために発注されたもので、沿線の水質が悪く給水施設が不十分であったため、十分な量の水を運搬する目的で炭水車を大型化して2台車としたものであった。その後次第に大型の機体が主流となり、1911年のカタログでは10ショートトンクラスのものが最小であったが、1921年のカタログでは13ショートトンのものが最小となって生産の主流はクラスBもしくはクラスCとなっており、1928年にはクラスAの生産が終了している。なお、ライマ社のLewis E. Feightnerはシェイ式機関車の出力強化のため、1908年から1909年に過熱器の特許を取得している。
1922年にウィラミット アイアン アンド スティール ワークスが類似の機関車の製造を開始している（後述）が、この機関車は当時の新技術を取り入れたものであった。これに対抗するためライマ社においても同社のウィリアム.E.ウッドアードによるいくつかの新しい特許などを基に近代化を図った新シリーズであるパシフィック・コースト形（クラスC 3-PC-13）を開発し、最初の1両が1927年に製造されてワシントン州タコマで開催された太平洋岸林業会議で展示された後、1938年までに24両が生産されている。その後、同年にライマ社はシェイ式機関車の製造を一旦終了したが、1945年にウェスタン・メリーランド鉄道(The Western Maryland Railway、以下WM）が急勾配区間（90パーミル）の路線の運炭用機関車を発注し、製造された同鉄道の6号機が新造では最後のシェイ式機関車であり、同時に最大のシェイ式機関車でもあった。最終的にはクラスAが686両、クラスBが1480両、クラスCは580両、クラスDは20両と2シリンダ・3台車の機体2両が生産されている。また、シェイ式機関車の大半はアメリカで使用されたが、一方で日本を含む約30ヶ国に輸出され、その一部はアメリカ国内での使用が終了した後も使用された。

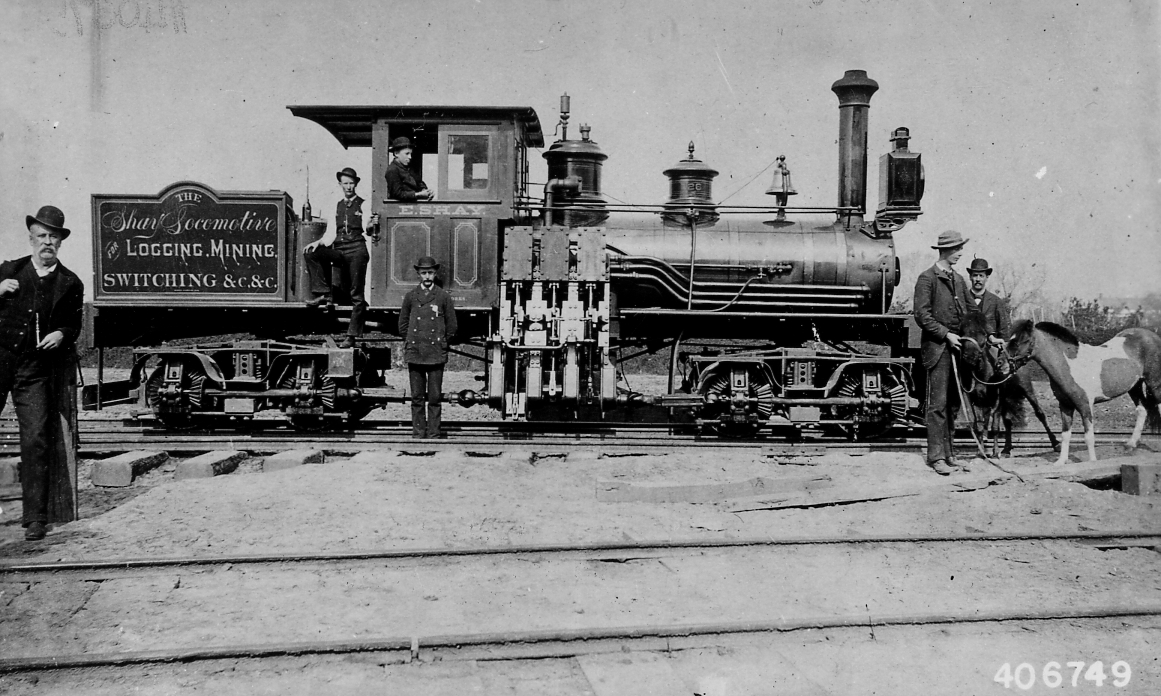
クラスBの初期に生産された機体、シリンダーが機関車内側に傾斜して装備される
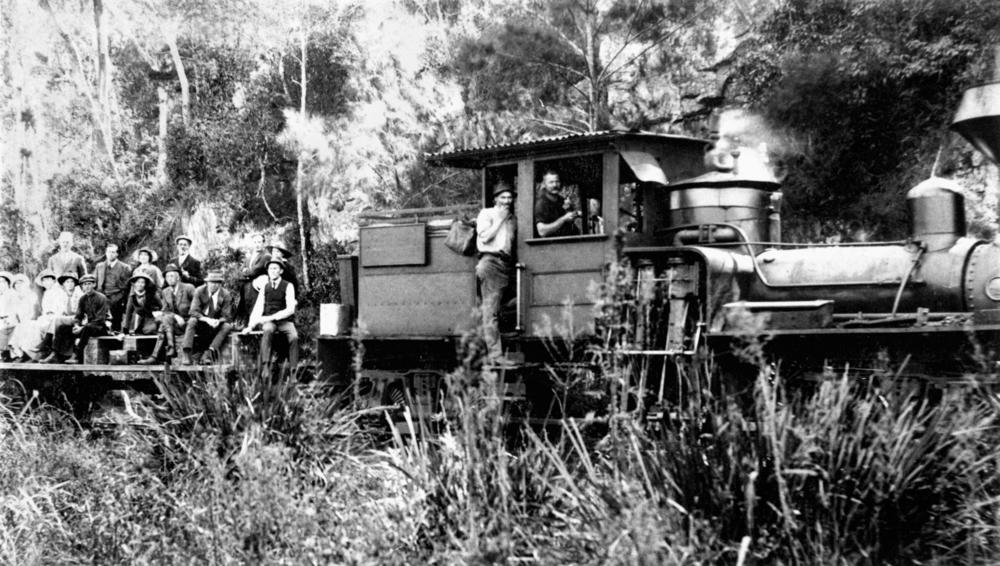
T型ボイラーを搭載した1902年製のクラスA 15ショートトンのNorth Mount Lyell Copper Co.の5号機
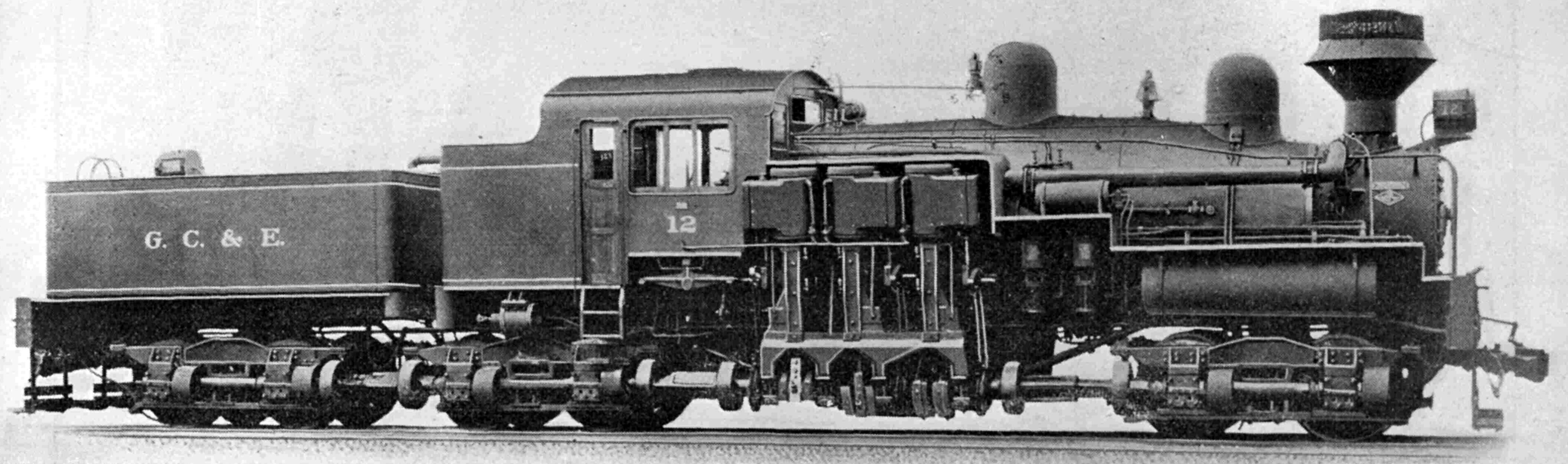
1921年製、クラスCの150ショートトンのウェストヴァージニア・パルプ＆ペーパー/ムウアー・ランバーの12号機、後にテンダーを延長して台車を増設し、シェイ式で最大のクラスDの197ショートトンの機体となっている
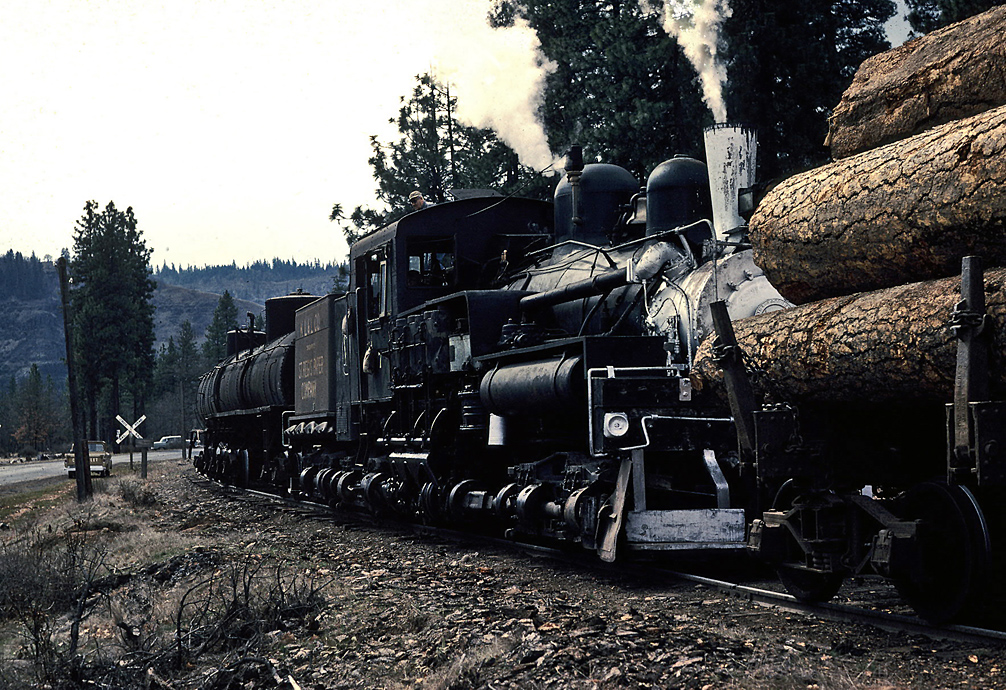
近代化を図ったパシフィック・コースト形の1両である1929年製のKlickitat Log & Lumber Co.鉄道の7号機
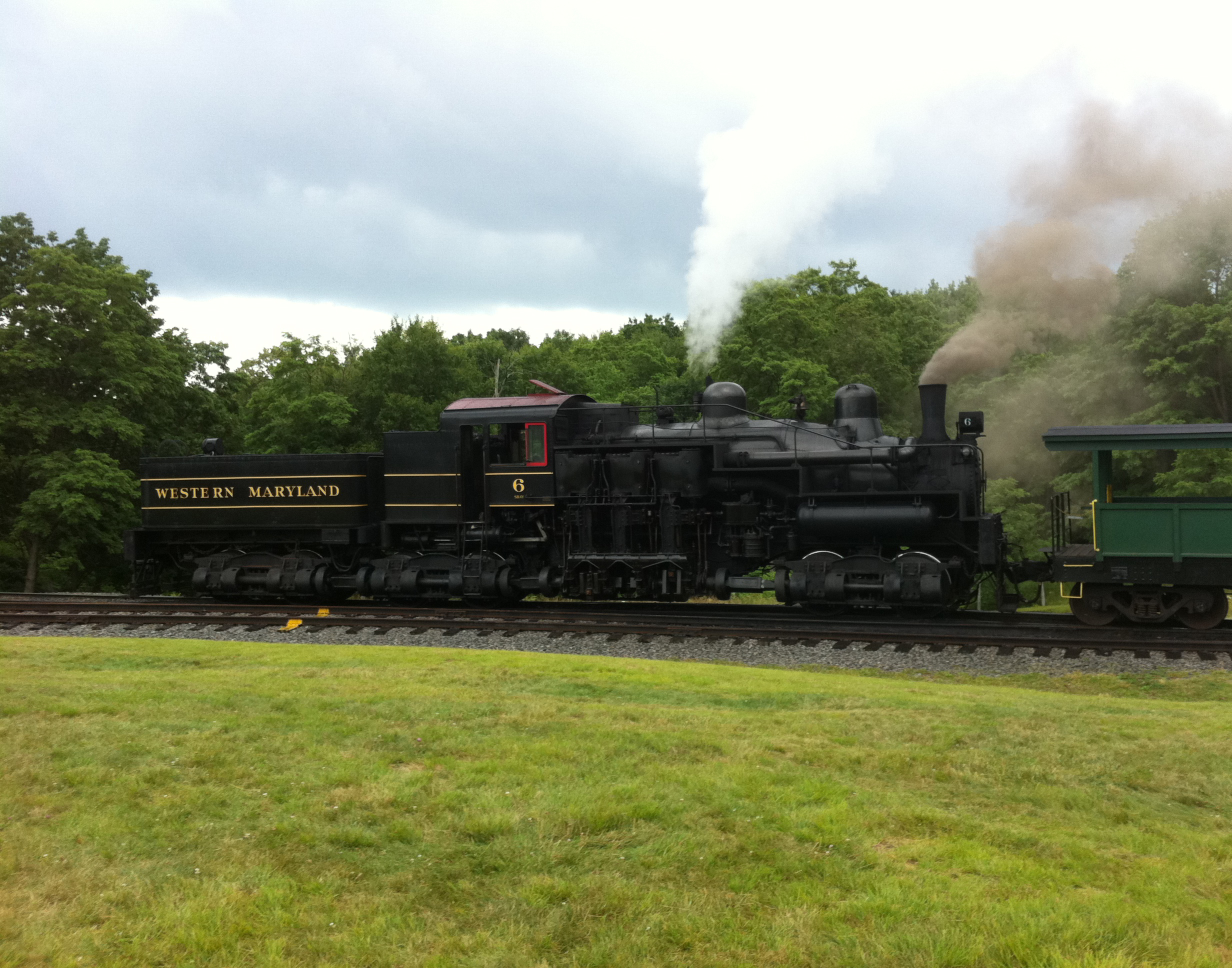
1945年製の最終生産機で、新造最大の機体である旧ウェストバージニア鉄道の6号機
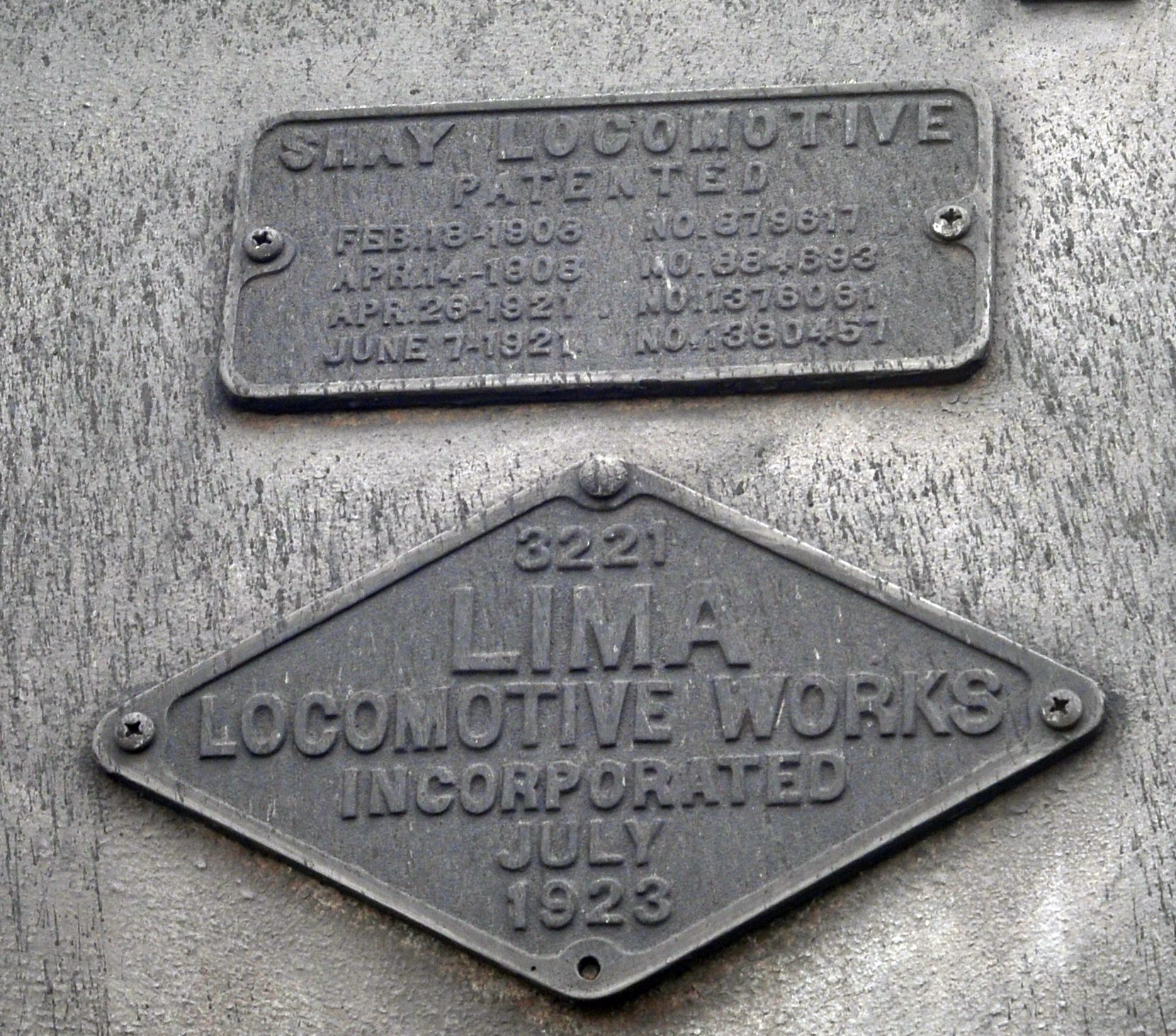
シェイ式機関車の特許標記（上）と製造銘板（下）

### ライマ社以外における製造
ライマ社以外でも同様の機関車を生産しているが、後に"シェイ"はライマの商標になっているため、ウィラミットや他社製の機関車を"シェイ"として扱う事は正しくない。

#### ミシガン アイアン ワークス
シェイはミシガン州キャデラックのミシガン アイアン ワークスにも製造権を付与しており、6両の機関車が製造されている。これらの機関車はシェイの特許を使用しているが、基本的にはジェームズ・ヘンダーソンの設計によるもので、ライマ社のものとは多くの相違点があるものであり、ヘンダーソン型シェイとして知られており、以下のような特徴がある。なお、ミシガン アイアン ワークスは1883年に倒産して機関車の生産も終了しており、ジェームズ・ヘンダーソンはライマ社に移籍している。
- ドライブシャフトが動輪の外側ではなく内側に配置されている。
- 前後の台車のそれぞれ内側の動輪のみ歯車で駆動されており、外側の動輪は内側の動輪からサイドロッドで駆動されている。
- 台車は内側台枠式で、動輪は一体成型のものである。また、ボイラーは車体中央に配置されている。

#### ハーバー・スプリングス鉄道
シェイが林業を営んでいたミシガン州ハーバー・スプリングスに1893年に敷設した1067mm軌間の森林鉄道で、後に旅客営業を開始してハーバー・スプリングス鉄道となった鉄道では、シェイ自身が製造した3両のシェイ式機関車の1-3号機の3両が使用されていた。これらの機関車は、極めて小径の動輪と内側台枠式の台車を用いた、ボイラー中心が機関車中心の低い位置にある形態が特徴の小型の機体であった。

#### ウィラミット アイアン アンド スティール ワークス
シェイの基本特許が失効した後、オレゴン州ポートランドのウィラミット アイアン アンド スティール ワークスが1922年から1929年にかけてシェイに類似する機関車を製造している。同社は3気筒、2台車の50ショートトンのもの1両、3気筒、3台車で50-75ショートトンのもの33両を生産しており、1923年には歯車駆動式機関車用の改良された蒸気機関アメリカ合衆国特許第 1,464,696号で、1927年には同じく改良された歯車式台車でアメリカ合衆国特許第 1,622,765号を取得した。同社の機関車はライマ社のものと類似のものであったが以下のとおり、様々な近代化がなされており、ライマ社の機体より燃料消費が少ないという特徴があった。
- 弁装置がライマ社の機体のスチーブンソン式からワルシャート式に、給排気弁がスライドバルブからピストンバルブに変更となっている。また、シリンダ側面に配置されていた給排気弁をシリンダ前面に配置して保守性を向上させている。
- ライマ社の機体の2基もしくは3基のシリンダは、弁装置の配置が右勝手のものと左勝手のものの組み合わせであったが、ウイラミット社の機体は3基のシリンダを同一のものとして、部品の共通化を図っている。
- 蒸気機関が一部運転室と干渉しているライマ社の機体に対し、完全に運転室外に配置されている。
- 飽和式、リベット組立を基本としたライマ社の機体のボイラーに対し、過熱式・溶接組立を標準とし、使用圧力も高いものであった。
- 台車の枕ばね配置の改良により、機関車の動揺を抑制し、不整軌道での走行性の向上と乗心地の向上を図っている。

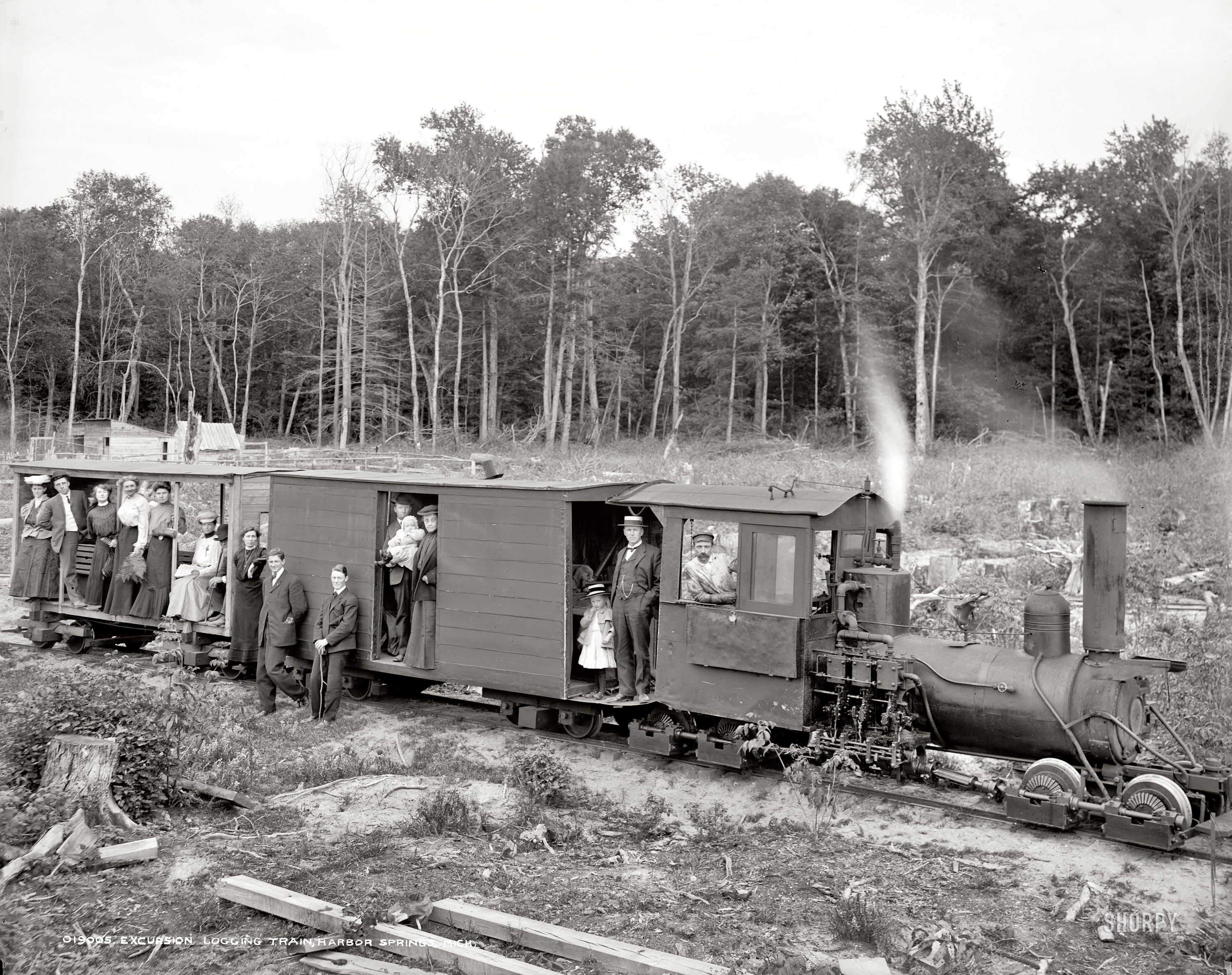
エフライム・シェイが1893年に製造した、自身の所有するハーバー・スプリングス鉄道1号機
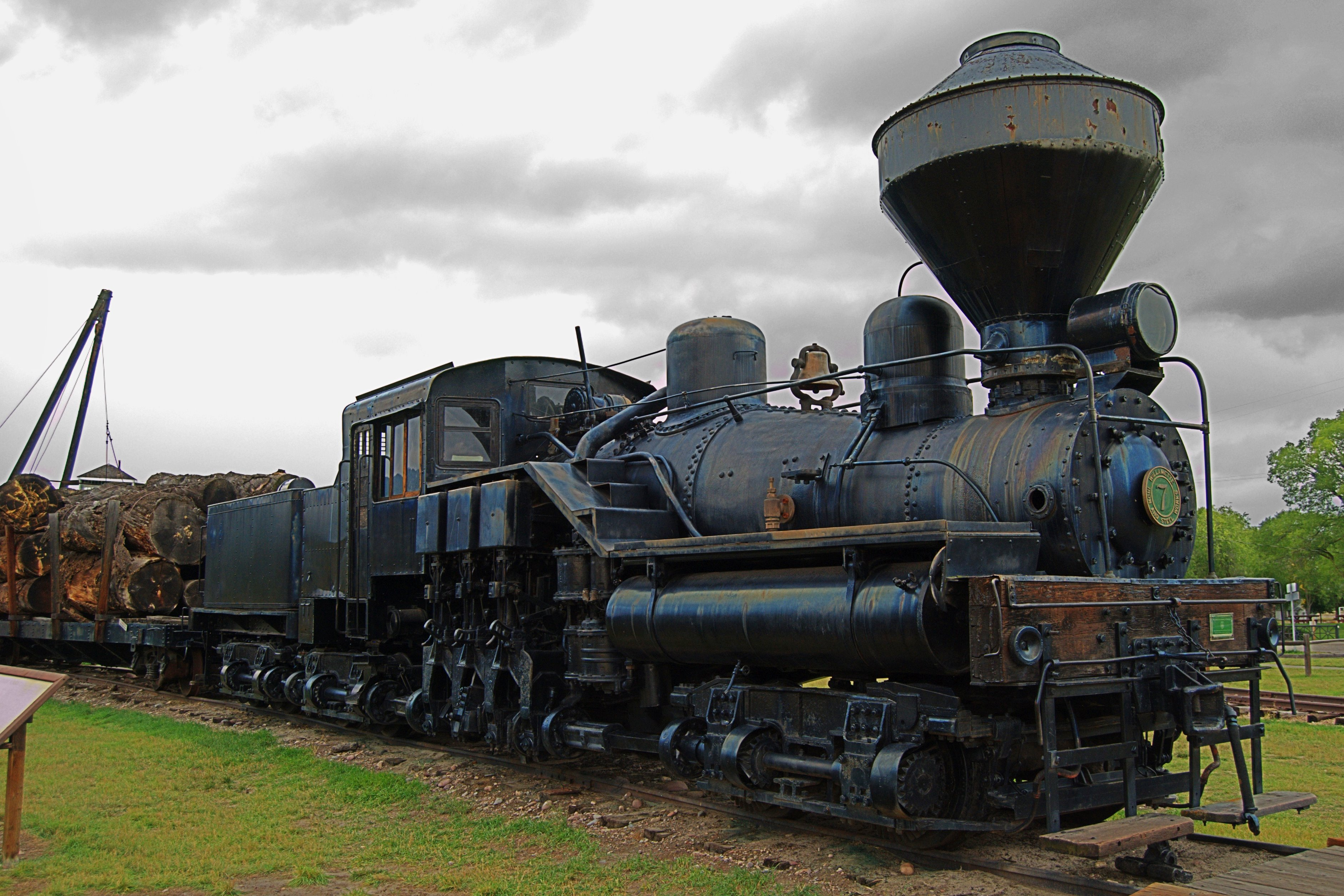
ウィラミット アイアン アンド スティール ワークス製の歯車駆動式機関車、蒸気機関を運転室の外部に装備している
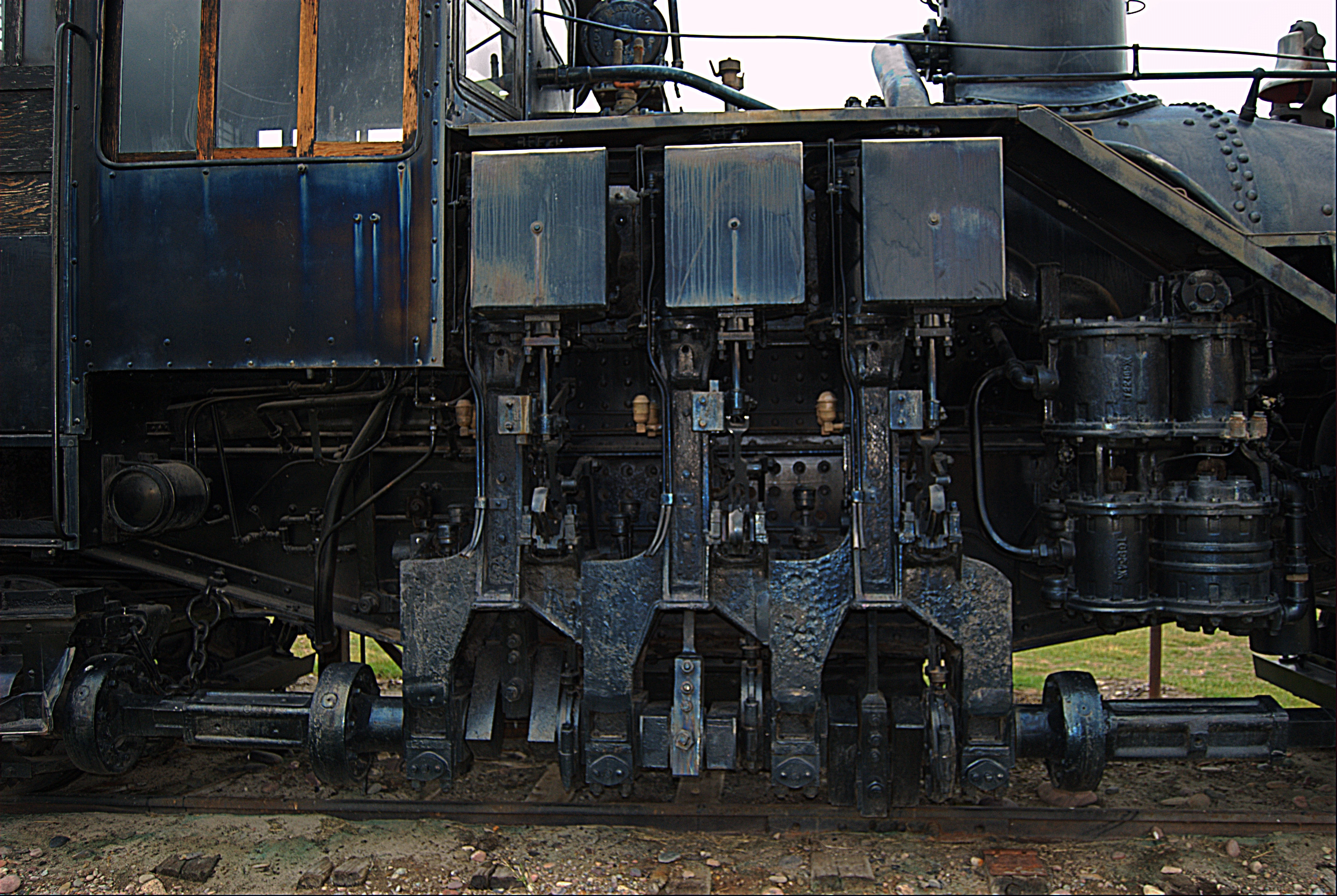
ウィラミット製機関車の蒸気機関、ワルシャート式弁装置を装備するほか、3基のシリンダ・弁装置が同一構造となっている

## 構造

### 概要
シェイ式蒸気機関車は右側面に垂直に設置された2気筒または3気筒の蒸気機関のクランクシャフトから、長手方向の伝達軸を介して前後の2台車もしくはテンダーのものを含めた3-4台車の動輪を駆動する。この伝達軸は自在継ぎ手と伸縮継ぎ手を備える事で曲線通過時の台車の動きに追随して動力を伝達することが可能である。それぞれの動輪は伝達軸からの動力により傘歯車を用いて駆動されており、連結棒は使用されていない。また、蒸気機関の設置スペースの確保と、重量的なバランスをとるために主台枠および煙管式ボイラーを機関車中心線から左にずらして設置していることも特徴となっている。シェイ式機関車は側面に伝達軸を有するのでサイドワインダー又はステムワインダーという名称でも呼称されていた。
シェイ式蒸気機関車の特長は以下の通り。
- 動輪を装備したボギー台車が曲線に合わせて転向するため、通常の固定台枠に動輪を装備している蒸気機関車のように先輪、従輪[脚注 5]を装備しなくとも、電車などと同様に急曲線を曲がることが可能であり、軌道への横圧も小さくすることができる。
- 機関車の全重量を動輪の粘着力に使えるため、機関車自体が同じ重量である場合、先輪、従輪付の機関車と比較して牽引力の点で有利となるほか、通常は先輪、従輪にブレーキ装置を装備しない通常の機関車と異なり、全軸にブレーキを装備するため制動力の面でも有利となり、特に入換作業などにおける作業効率が高くなる。
- 2軸ボギー台車を使用していることから、不整軌道でも追従しやすいほか、1台車のみの脱線であれば復線器を使用して自力で復線することが可能である[15]。
- 動輪に連結棒とバランスをとるためのカウンターウエイトを装備していないため、ハンマーブローが発生せず、軌道への負荷が抑えられる[16]ため、同条件で通常の蒸気機関車より軸重の重い機体を使用できる。

### 各部の構造
初期の機体は6-10ショートトンの小型のもので、木造の台枠の中央部に縦型ボイラーと縦型シリンダの蒸気機関と簡単な屋根を、その前後に水タンクと燃料庫を搭載した構造となっており、走行路線によって木製レール用の幅広・高フランジの車輪や、丸太レール用の両側フランジの車輪を装備する機体も製造されていた。その後1882年以降水平ボイラーの機体が製造されるようになるとともに1880年代後半には縦型ボイラーの機体の製造が終了している。また、1884年以降3台車の、1902年以降4台車の機体や鋼製台枠の機体が製造されるようになり、1910年頃にかけて標準設計を適用したシリーズ化がなされている。
なお、蒸気機関の右側面への配置は、アメリカの鉄道における右側通行（機関士席を右側に配置）によるものであるが、通常と逆に左側面にエンジンを設置した仕様で製造された機体が4両あり、全機がメキシコの鉱山鉄道であるSr. Octaviano B. Cabrera Co., San Luis de la Paz, Mexico向けの特注であった。また、アメリカのフォード・モーター社の工場で使用されていた2号機はボイラーが車体中心線上の配置となるよう改造されていた。また、ハイスラー式機関車、クライマックス式機関車といった他の歯車式蒸気機関車と同様に、シェイ式機関車の台枠や駆動系を流用してディーゼル機関車に改造された事例がある。
標準設計における各部の構造は以下の通り。

#### 台枠
台枠はI形鋼を組立てたものにトラス棒を組合せた構造、もしくはガーダー式構造のもののいずれかで、いずれもリベット組立となっている。
必ずしも大型機や新しいものがガーター式ではなく、改造後に197ショートトンの史上最重量のシェイ式機関車になったWVP＆P12号機（後述）は、1921年の製造時点ですでに150ショートトンの大型機であったが、保守現場の意見でトラスロッド構造であった。台枠は右側中央の側梁外側に蒸気機関を装備するため、機関車中心線より左側にずれて位置している一方で、端梁および中梁と、枕梁に設置される心皿の位置は機関車中心線に合わせられている。また、同じく機関車中心線から左側にずれて設置されるボイラーは台枠中心線上に搭載され、機関車中心線に合わせて装備される運転室、燃料庫と水タンク、歩み板等は台枠からは右側に張り出す形で設置されている。

#### ボイラー
ボイラーは初期の機体においてはT型や水平式のものが使用されていたが、1910年代頃よりワゴントップ式のものが主となっていた。前述のとおりボイラーは機関車中心線に対しては左側、台枠中心線上に搭載されているほか、機関車右側に蒸気機関を搭載するため、火室の灰は火室下部ではなく、その左側に排出される。燃料は石炭、石油、薪から選択することができ、対応した火室および火格子、煙室、煙突が用意されているほか、過熱装置を装備することも可能である。

#### 蒸気機関
機関車右側に縦型の2気筒もしくは3気筒の蒸気機関が設置され、弁装置はスチーブンソン式で、給排気弁にはスライドバルブを使用している。機関下部のクランクシャフトは一般的な内燃機関のものと同様の形状のもので、機関出力はその両端に装備された自在継ぎ手から伸縮継ぎ手を介し、もう一つの自在継ぎ手を経由してラインシャフトによって台車に伝達される。自在継ぎ手は、入力、出力の各軸先端のY字型のホーンと呼ばれる部分を相対して十字に配置したものを、丸型のカップリングリングで連結した構造となっており、伸縮継ぎ手はスリーブカップリングとスクエアシャフトで構成されており、 スクエアシャフトの細長い角柱状の先端が、 スリーブカップリングの同じく細長い角型の穴にはめ込まれる構造となっていて、両者がスライドすることにより伸縮する構造となっている。

#### 台車
機関車本体には2軸ボギー台車を2基装備し、クラスCはテンダーに1台車、クラスDは同じく2台車を装備する。帯材を組み立てた台車枠のアーチバー式台車と、鋳鋼製の台車枠を使用した台車があり、いずれも上揺枕、下揺枕ともに形鋼と鋼板の組立式で、軸ばね、枕ばねともにコイルばねを使用しており、枕ばねは小径のものを複数並列に配置する方式としている。例えば1921年のカタログでは、アーチバー式のものはクラスA用のもの2種とクラスB、C用とクラスB、C、D用のもの各1種、鋳鋼式のものはクラスB、C、D用のもの1種が用意されており、それぞれトン数に応じた動輪径、軸距のものが使用されている。
駆動装置は台車右側の動軸の軸箱がこれと直角に配置されたラインシャフトの軸箱を兼ねており、ラインシャフトに装備されたラインシャフトピニオンから動輪軸端部に装備されたギヤリムに動力が伝達されており、この歯車はすぐばかさ歯車となっている。なお、これらの継ぎ手および歯車はすべてオープン構造となっている。

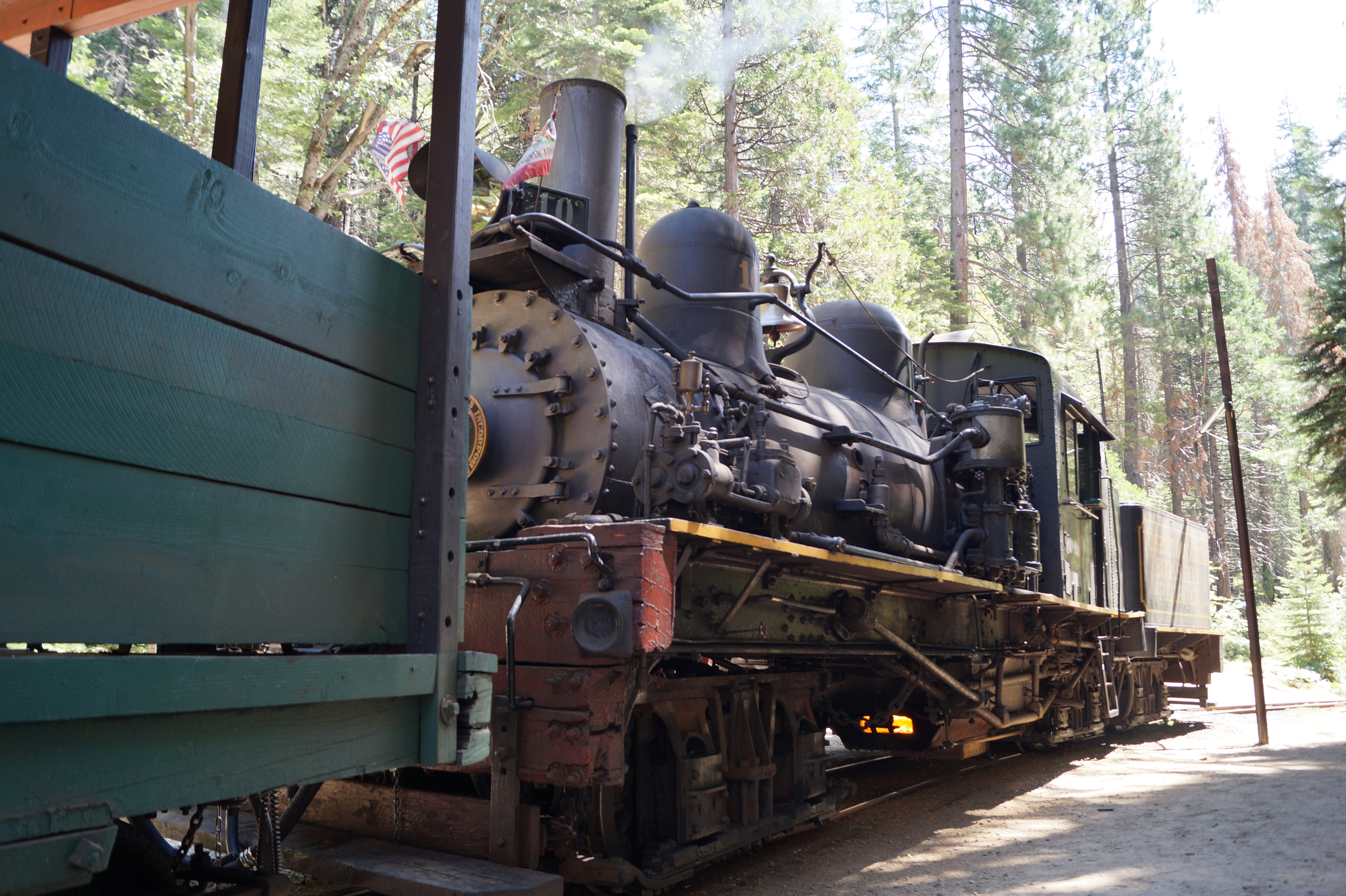
I形鋼組立・トラス棒式の台枠を装備する機体
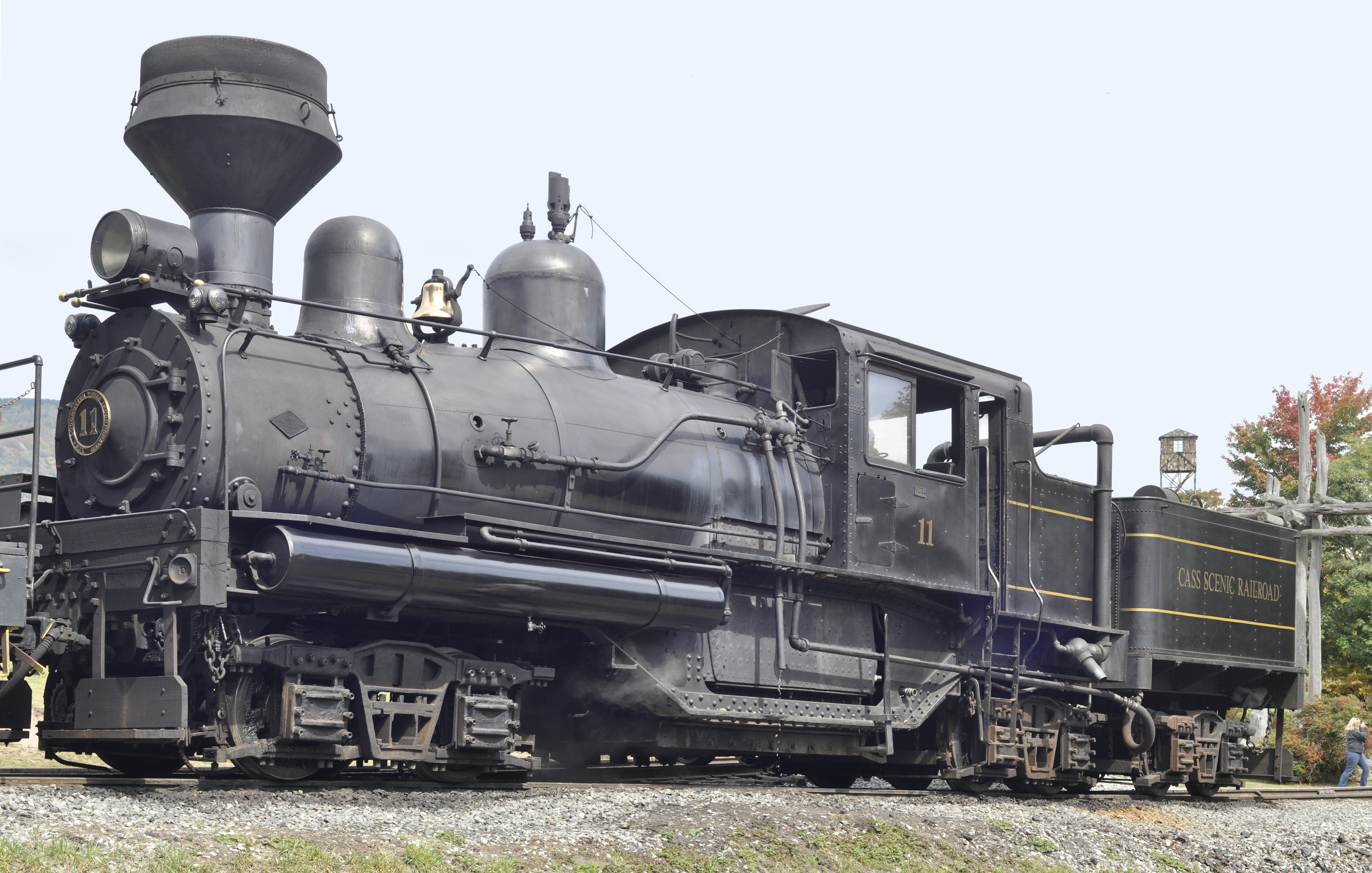
ガーダー式の台枠を装備する機体
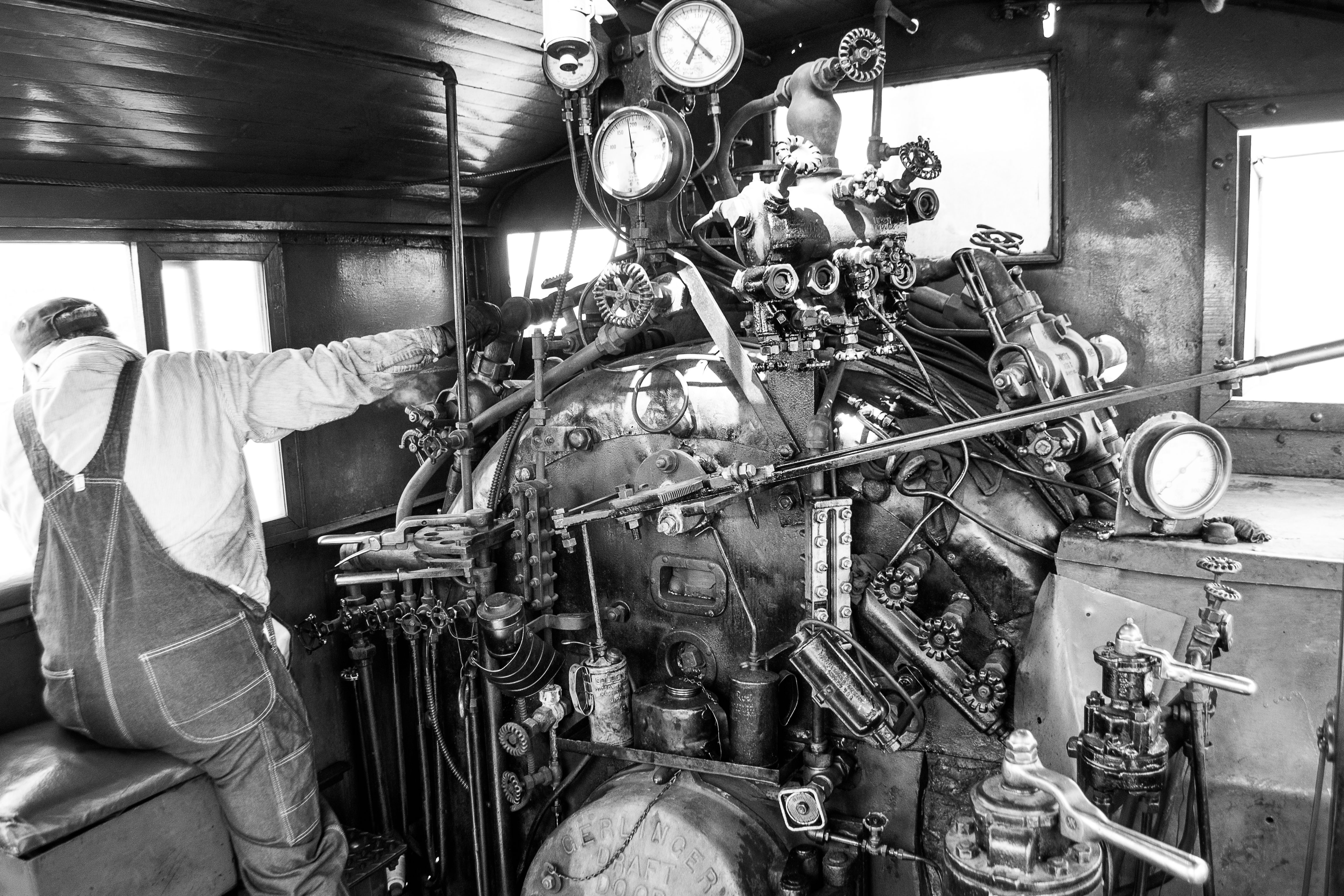
運転室内、蒸気機関が装備される機関車右側が運転席
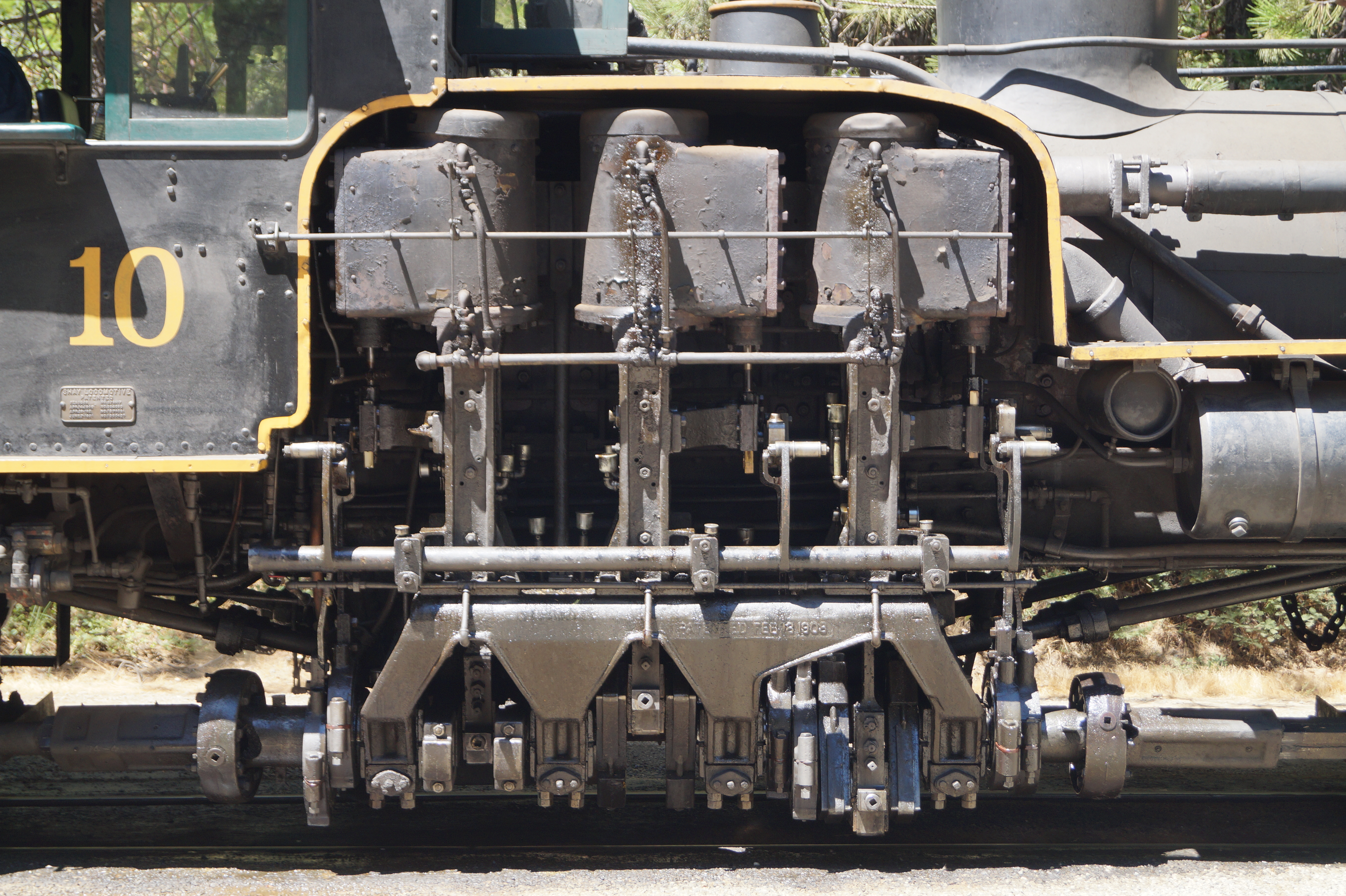
縦型3気筒の蒸気機関、弁装置はスチーブンソン式
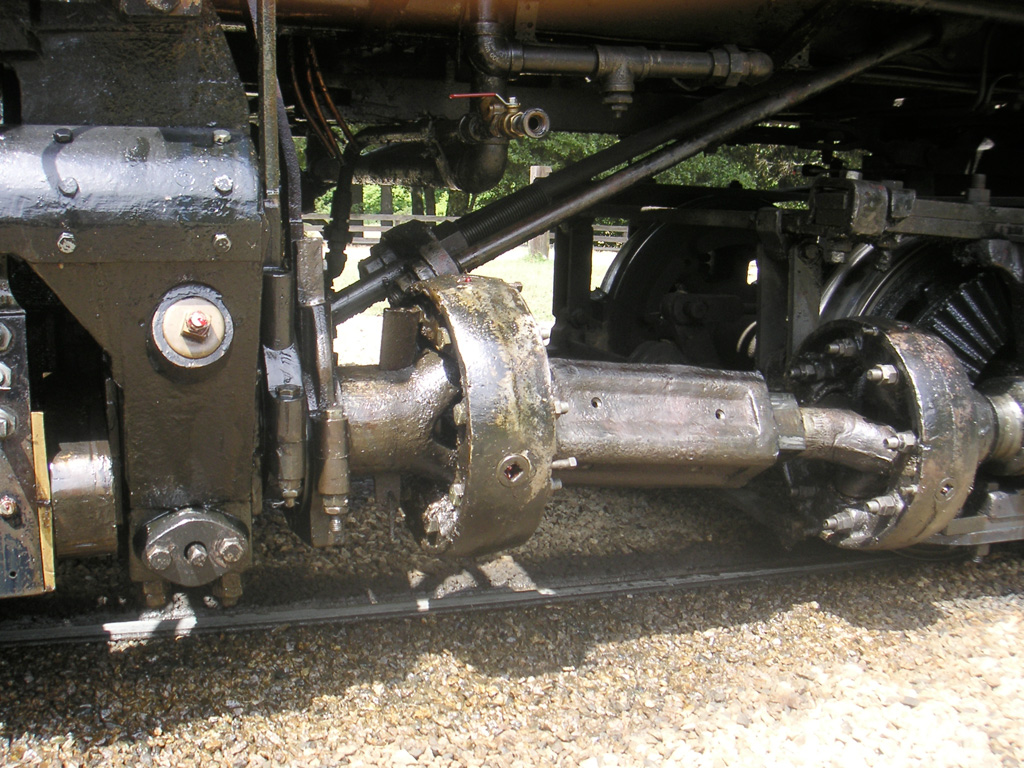
伝達軸、丸型の自在継手2個1組とその中間に配置された角型の伸縮継手から構成される
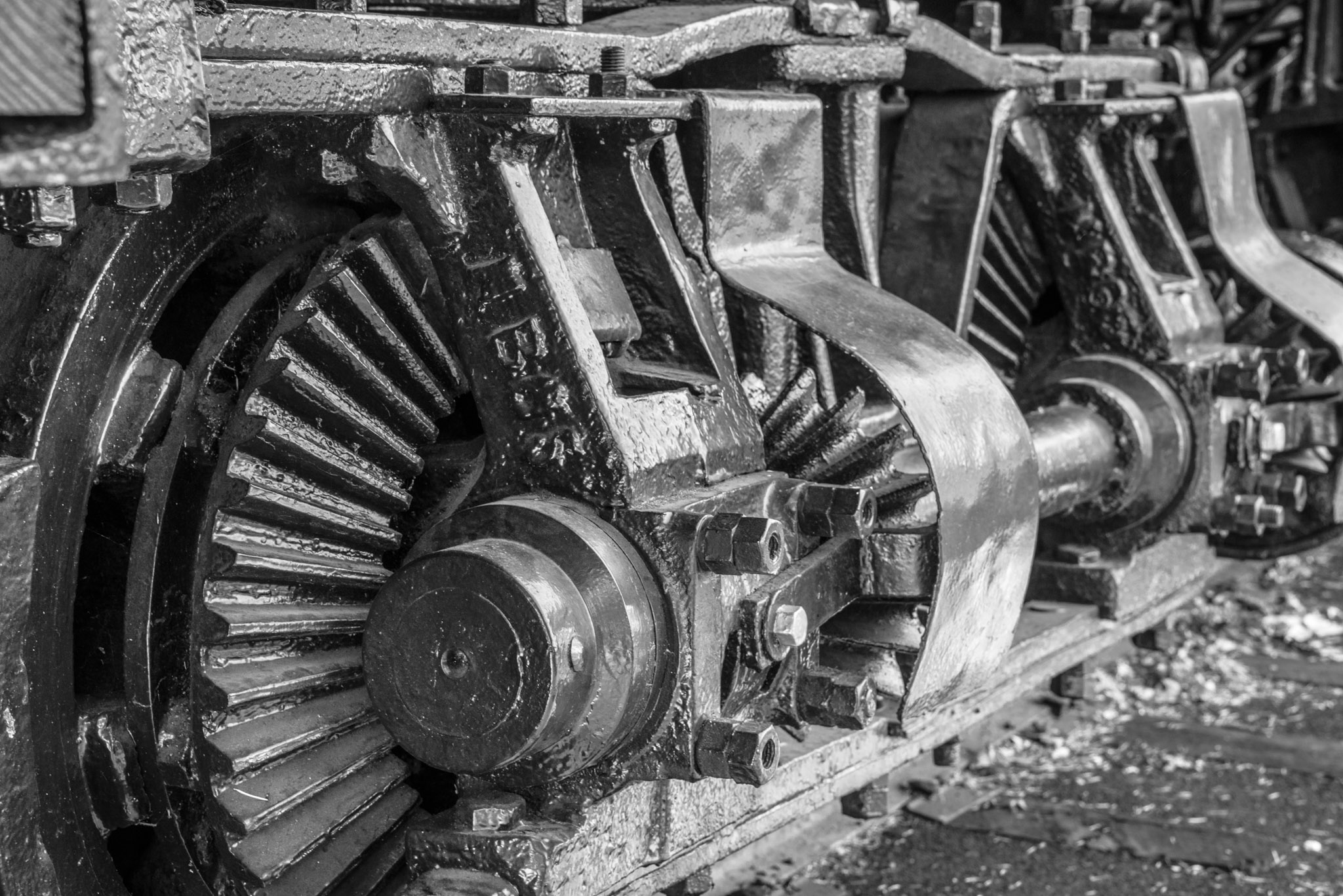
標準的なアーチバー式の台車の駆動装置側
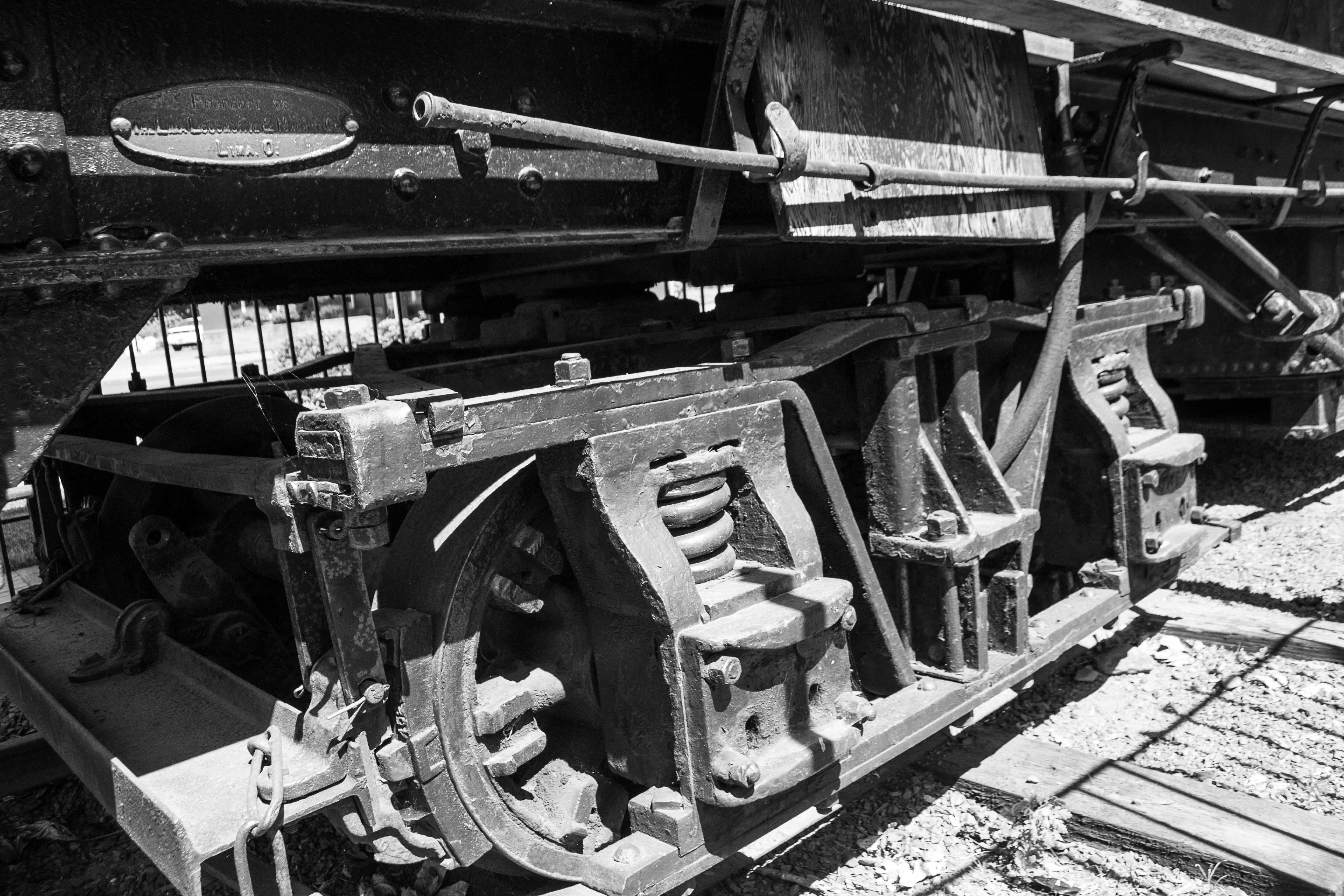
標準的なアーチバー式の台車の反駆動装置側
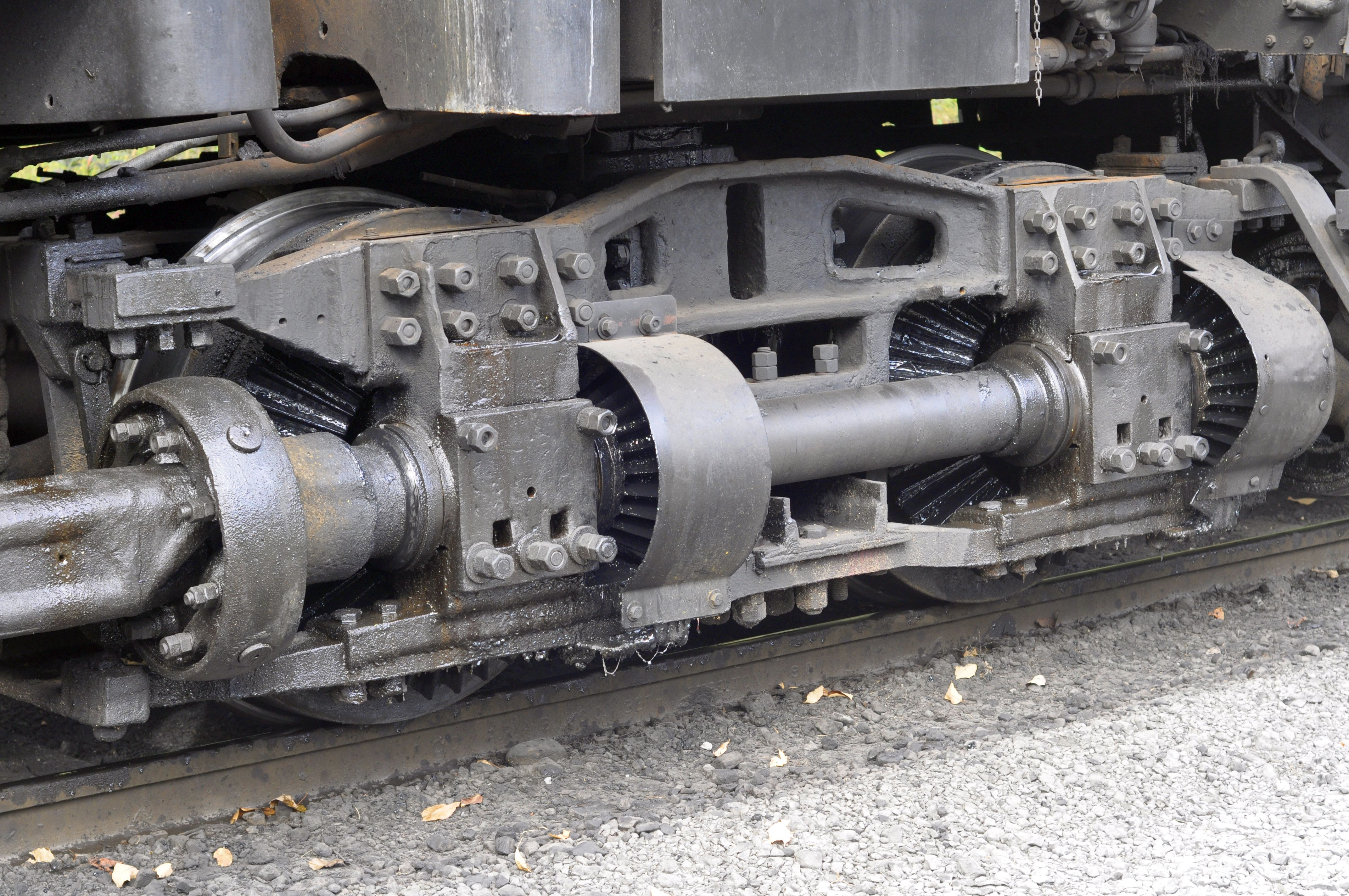
鋳鋼製台車の駆動装置側

## 形式

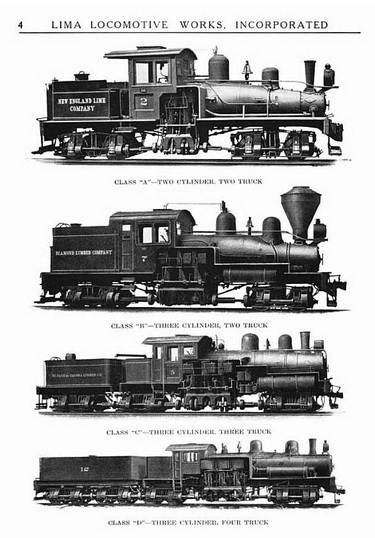
1921年のパーツカタログに掲載されたクラスAからクラスDまでのシェイ式機関車

1878年から1945年にかけて、下記の通りの気筒数と台車数に応じたAからDまでの4クラス、6から160ショートトン（重量はテンダー込みのショートトンによるもの）、2788両のシェイ式機関車がライマによって製造された。また、AからDまでクラスとトン数および台車数を組合わせて、例えばA 10-2（クラスA、10ショートトン、2台車）とする方式や、単に10-2（10ショートトン、2台車）とする方式のような呼称も用いられている。なお、「ショートトン」はいわゆる「米トン」で、1000kg＝1tのメートルトンより1割ほど小さく、1ショートトン=0.907メートルトンである。
- クラス A:2気筒、2台車、タンク機関車
- クラス B:3気筒、2台車、タンク機関車
- クラス C:3気筒、3台車、テンダー機関車
- クラス D:3気筒、4台車、テンダー機関車

注:上記のほか、2両の15ショートトン機が2気筒・3台車で製造されている。
ライマ製のシェイ式機関車は1900年代ころより標準化が進み、カタログに掲載のクラス、トン数別のシリーズからユーザーが使用路線の条件に応じた機体を導入する方式となっており、予備部品についても、車両の製造銘版記載の製造番号と、カタログ記載の部品ごとのコードワードをライマ社に連絡するとその機体に対応した部品がユーザーに送付される仕組みとなっていた。例えば1911年のカタログではクラスAが10-20ショートトンの4種、クラスBは24-60ショートトンの7種、クラスCは70-125ショートトンの5種、クラスDは150ショートトン1種がラインアップされていた。また、1921年のカタログではクラスAが13ショートトンと18ショートトンの2種、クラスBは20-70ショートトンの9種、クラスCは60-125ショートトンの6種、クラスDは150ショートトン1種がラインアップされており、ユーザーは燃料として薪、石炭、石油とそれに応じた燃料庫、火室、煙室、煙突の種別や、空気式もしくは蒸気式のブレーキ装置、鋼材組立式もしくは板枠式の台車、鋼材組立式もしくはガーダー式の主台枠、各種連結器、オイル式、電灯式もしくはアセチレン式の前照灯などを選択することができ、オプションとしてボイラーの過熱装置や給水加熱器、幅広タイヤ付動輪などを装備することが可能であった。
シェイ式蒸気機関車で最大のものは「ウェストヴァージニア・パルプ＆ペーパー/ムウアー・ランバー（WVP＆P） 12号機（クラスD）」で、テンダー込みで197ショートトン（178.6ｔ）に達する。機関車重量のみで最大のものは前述の「ウェスタン・メリーランド鉄道（WM）6号機（クラスC）」で、総重量は165ショートトン（149.65t）であり、日本のC62とほぼ同等の重量で、全幅と全高ではWM6号機の方が大きい、また動軸重もC62は先従輪やテンダー車輪にも重量が分散しているので16.07t（重量車）なのに対し、WM6号機は6軸に全重量をかけているので29.94tある。
なお、A、B、Cのクラスは気筒数と台車数によるものであるため、改造によりクラスの区分が変わる場合もある。例えば、前述のWVP＆P12号機は1921年にクラスCの150ショートトン級の機体として運炭用に製造されたが、現場でこれを持て余したために1933年にテンダーの延長と台車の増設により長距離走行を可能にする改造を行い、クラスDで197ショートトン（178.6ｔ）の最大シェイになったものである。

## 日本のシェイ式機関車

### 官営八幡製鐵所
1907年4月に出荷されたクラスA 10-2（資料によってはA 13-2）を4両導入している。ライマの製造番号は1867、1868、1882、1883で、横浜にあったドイツの商社であるFaber & Voigtが代理店となっており、軌間1067mmで石炭焚きボイラーであった。導入後は八幡製鐵所の47-50号機となり、製鉄所構内や河内貯水池の建設に使用されている。

### 津軽森林鉄道
1909年に開業した日本初の森林鉄道である津軽森林鉄道に1907年4月に出荷されたクラスA 13-2が1両導入されている。ライマの製造番号は2001で取り扱いは八幡製鉄所の機体と同様Faber & Voigt、軌間762mmで薪焚きボイラーであった。
当初台湾の藤田組阿里山森林鉄道向けに出荷されて1907年に同地で試運転まで行ったが、同森林鉄道事業が中止となり、津軽森林鉄道向けに転用されたものである。同機は建設工事と開業後の運材列車に使用された後、再度阿里山森林鉄道へ貸出され、その後1919年に高知県の魚梁瀬森林鉄道に譲渡されて1921年から使用されたが、成績は思わしくなく、1925年に廃車となっている。

### 海軍省呉建築部
呉海軍工廠の建設用として、1921年製のクラスB 42-2を2両導入しており、ライマの製造番号は3160、3161、代理店はTanaka & Co.、軌間1435mm、石炭焚きボイラーで、価格は1両あたり65,703.196円（運賃等込）であった。
導入後は海軍省呉建築部の3号機および4号機となり、アメリカン・ロコモティブのクック工場、1920年製の32tB形サドルタンク機の1、2号機とともに呉第四ドック建造工事に使用された。その後1935年には海軍省施設部横須賀第六ドック建設工事に転用されて借3号機、借4号機となり、同じく呉第四ドックの1、2号機が転用された借1、借2号機および、日本車両製の2両（無番号）とともに使用され、工事終了後には呉に返却されている。その後に呉建3号機および呉建4号機、1940年頃にはET2号機およびET3号機に改番され、さらに1941年には海軍省呉施設部に移管されて江田島で終戦を迎え、書類上は大蔵省所管となっている。江田島では海軍兵学校大原分校および隣接の飛行場の建設に使用されてその後そのまま存置されていたが、現地は戦後米軍に接収されており、本機もそのまま行方不明となっている。

呉建築部ではいずれもアメリカ製の蒸気式掘削機2両、ダンプカー40両とともに、山地の開鑿およびドックの掘削に使用されていた。蒸気式掘削機は1両はバケット容量3.8m3、自重130t、もう1両はバケット容量4.6m3、自重306tのものであり、また、ダンプカーは2軸ボギー式、荷台容量15.3m3、全長9449mm、全幅3150mmで、空気式シリンダーで左右に荷台を傾けるものであった。呉における3号機および4号機の使用成績は良好で、
特にShay型は當初組立に苦心を要したるが牽引力大なる上斯る工事用rough　track及sharp curveの使用に當りて、脱線及機関の故障少なく極めて有効に使用するを得たり。—服部保、スチーム・ショベルに依る掘鑿並にジレトリー・クラッシャーの砕石作業に就て p.610
とされている。

## 台湾のシェイ式機関車
台湾南部の嘉義市・嘉義県・南投県の狭軌森林鉄道である阿里山森林鉄路では、1912年の開業に合わせて1910年から1913年に製造されたクラスA 18-2を8両、1912年から1917年に製造されたクラスB 28-2を12両導入しており、取扱いは最初の3両がEd. L. Van Nierop & Co.、その他の17両がRockhill & Victor（輸出者）とSamuel, Samuel & Co.（輸入者）で軌間762mmであった。このほか、前述の津軽森林鉄道が導入した製造番号2001の機体が一時使用されている。
クラスA 18-2の8両は1910-1913年に製造され、ライマの記録では製造番号順に11-12、無番号、13-17号機とされているが、現車は11-18号機となっている。なお、1両が早期に事故廃車となったほか、現車から製造番号記載の製造銘板が失われている、18号機は廃車体や予備部品を使用して現地の北門工場で製造された機体である可能性があることや、11号機が早期に存在しなくなったなどの理由により、製造後の経緯は明らかではない。なお、最初の2両はI形鋼組立式台枠、その後製造された5両はガーダー式台枠で製造されている。
同じく、クラスB 28-2の12両についても、1912-1917年に製造され、ライマの記録では製造番号順に21-22、無番号、23-31号機であるが、現車は21-32号機となっている。こちらも同様に、現車の製造番号が不明であることなどにより、製造後の経緯はやはり明らかではない。 なお、29号機もしくは製造番号2817の機体のみ動輪径が736mmとなっている。
| 使用者                   | 八幡製鐵所          | 津軽森林鉄道 | 海軍省        | 阿里山森林鉄道                          | 阿里山森林鉄道                               |
| 機番                     | 47-50               | 4            | 3-4           | 11-18                                   | 21-32                                        |
| ------------------------ | ------------------- | ------------ | ------------- | --------------------------------------- | -------------------------------------------- |
| 製番                     | 1867-1868 1882-1883 | 2001         | 3160-3161     | 2351-2352,2474 2549-2550,2557 2632-2634 | 2664,2714,2724 2787-2791,2817 2946,2947      |
| 製造年                   | 1907年              | 1907年       | 1921年        | 1910-13年                               | 1913-17年                                    |
| クラス                   | A 10-2              | A 13-2       | B 42-3        | A 18-2                                  | B 28-3                                       |
| 軌間                     | 1067mm              | 762mm        | 1435mm        | 762mm                                   | 762mm                                        |
| 車軸配置                 | B'B'                | B'B'         | B'B'          | B'B'                                    | B'B'                                         |
| 台車数                   | 2                   | 2            | 2             | 2                                       | 2                                            |
| シリンダ数               | 2                   | 2            | 3             | 2                                       | 3                                            |
| シリンダ径×ストローク    | 152×254mm           | 152×254mm    | 254×305mm     | 177×304mm                               | 203×254mm                                    |
| 歯車比                   | 2.467               | 2.467        | 2.05          | 3.071                                   | 3.071                                        |
| 動輪径                   | 558mm               | 558mm        | 749mm         | 673mm                                   | 698mm 製番2817のみ736mm                      |
| 燃料                     | 石炭                | 薪           | 石炭          | 薪                                      | 薪（製番2714、2724） 薪/石炭（製番2784以降） |
| ボイラー形式             | ストレート          | ストレート   | ワゴントップ  | ストレート                              | ワゴントップ                                 |
| ボイラー径               | 698mm               | 698mm        | 1069mm        | 800mm                                   | 898mm                                        |
| ボイラー圧力             | {1034kPa}           | {1103kPa}    | 1241kPa       | (1103kPa)                               | (1103kPa)                                    |
| 火室長×幅                | mm                  | mm           | 1384×1079mm   | mm                                      | mm                                           |
| 火格子面積               | m2                  | m2           | 1.5m2         | m2                                      | m2                                           |
| 全伝熱面積               | m2                  | m2           | 62.5m2        | m2                                      | m2                                           |
| 煙管径×長×数             | mm                  | mm           | 51×2718mm×127 | mm                                      | mm                                           |
| 燃料搭載量               | 石炭0.5t            | 薪0.33cord   | 石炭2t        | 薪0.75cord                              | 薪1.25cord/石炭1.5t                          |
| 水搭載量                 | 1.5m3               | 5.3m3        | 5.9m3         | 2.7m3                                   | 3.2m3                                        |
| 固定軸距                 | {914mm}             | {1219mm}     | 1270mm        | {1270mm}                                | {1270mm}                                     |
| 全軸距                   | {4673mm}            | {5740mm}     | 8280mm        | {6401mm}                                | {7417mm}                                     |
| 最大牽引力               | kN                  | kN           | 75.1kN        | kN                                      | kN                                           |
| 牽引トン数（平坦線）     | {382t}              | (583t)       | (1877t)       | (829t)                                  | (1358t)                                      |
| 牽引トン数（60パーミル） | t                   | (30t)        | (81t)         | (33t)                                   | (60t)                                        |

## 保存機

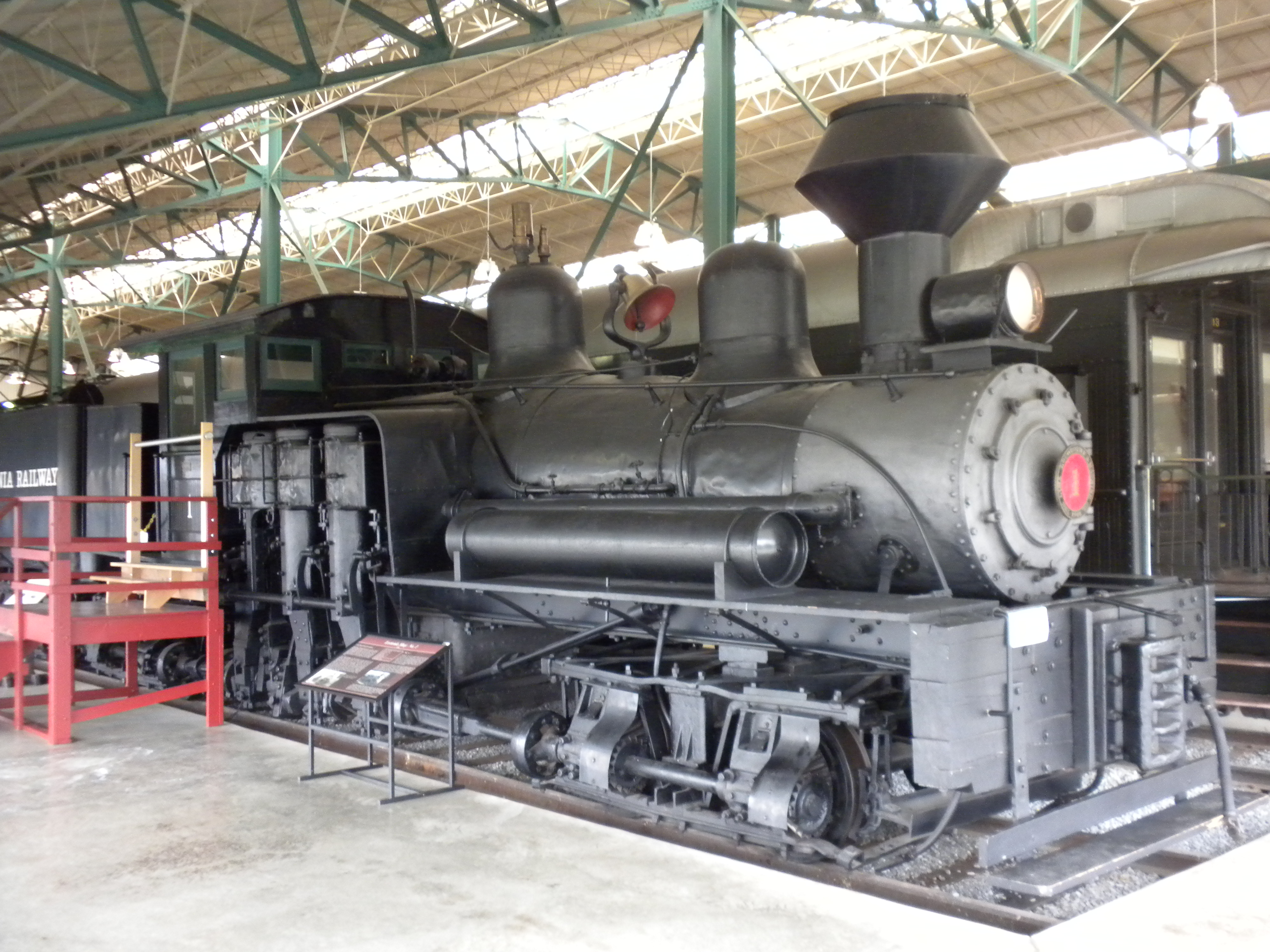
ペンシルベニア鉄道博物館での"Leetonia No. 1"

117両が現存しているが、このうち数両は複数の機体の部品が組み合わされたものである。
現存する最も古く生産されたシェイ式機関車は1884年製造の製造番号122番のもので現在はカリフォルニア州Turtle Bay Exploration Parkで展示される。また、動態保存機のうち、最も古く生産された機体は、はウェストバージニア州のCass Scenic鉄道公園内で運行される5号で、1905年にウェストヴァージニア・パルプ＆ペーパー/（WVP＆P）に納入されたもの、現役で使用されていた軌道と同じ軌道上を現在も走行している。
最後に生産されたシェイである、前述のウェスタン・メリーランド鉄道（WM）鉄道の6号機(製番3354)は、1945年に製造された急勾配路線の運炭用の特注品であり、その後1950年秋に廃車、1953年8月にB&O 鉄道博物館に寄贈され展示されていたが、使用が5年間のみで非常に状態がよかったため、ギアードロコの動態保存を行っているCass Scenic Railroad State Park（通称Cass）が走行させることとなり、1980年8月にCassの1号機と交換（1号機を博物館で静態保存にする）して1984年7月から運行を開始している。この機体は、以前の所有者での運行よりも遥かに長期間、観光客向けに走行しており、"ビッグ 6"の愛称で呼ばれている。なお、同機より唯一大きかったWVP＆P12号機は1942年12月の衝突事故でフレームを損傷し廃車・解体されており、現存するシェイ式機関車ではこのWM6号機が最大である。

台湾の狭軌森林鉄道である阿里山森林鉄路では、Bクラス28ショートトンの26号機が動態保存され、次いでシェイの31号機が復元されている。このほかの残存する阿里山のシェイの大半は台湾で展示されているが、14号機は1972年にオーストラリアへ移送され、メルボルンのPuffing Billy Railway森林鉄道車庫で保存されている。

## 画像

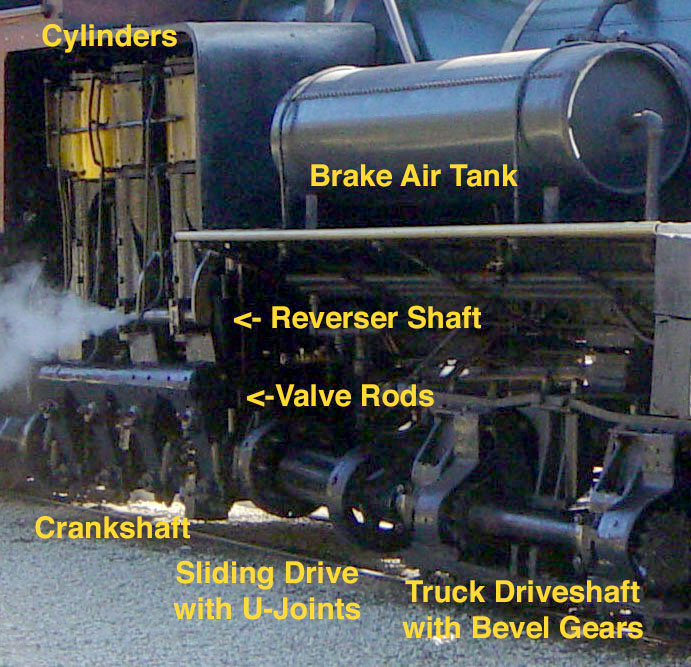
Dixianaの駆動系ほか、
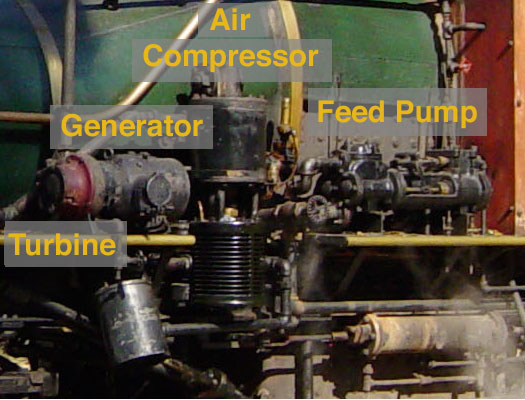
Dixiana 補機類、空気圧縮機、タービン発電機ほか
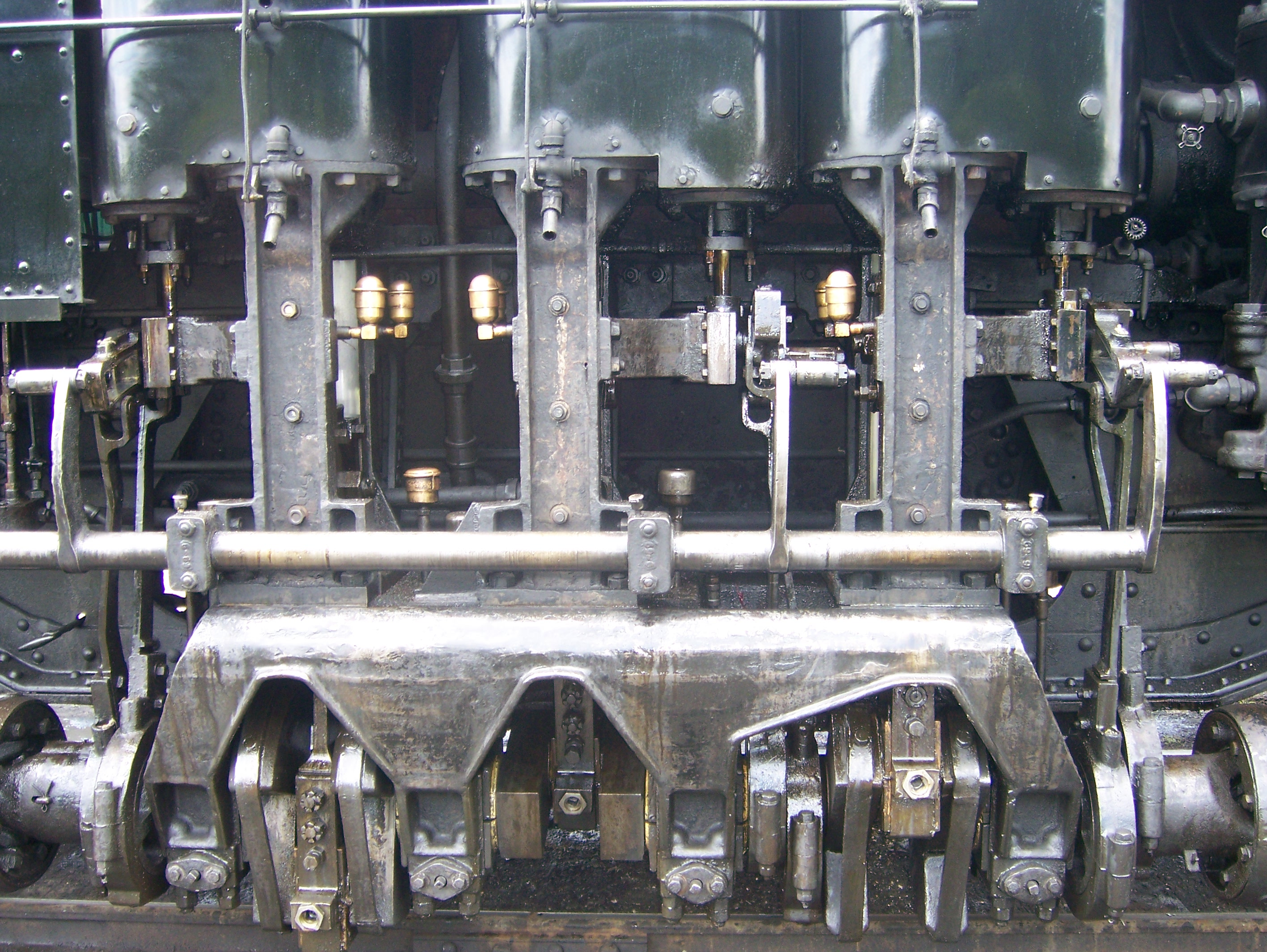
ライマ機関車製造会社製のシェイの機関部 (s/n 3320 1928年製). 現在もCass Scenic Railroad State Parkで運転されるCass Scenic No. 2
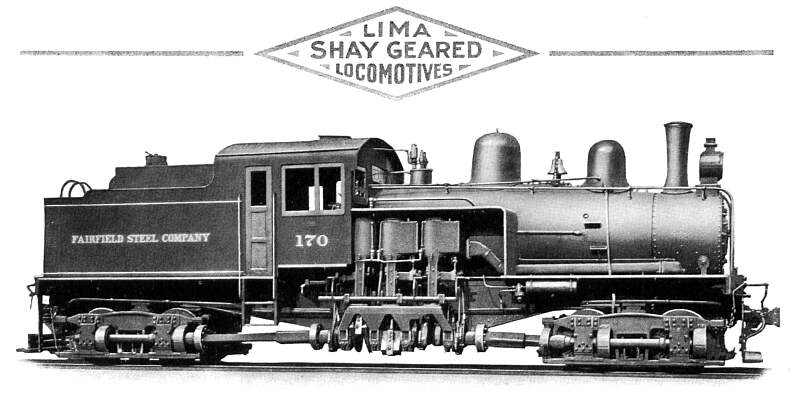
ライマのカタログからの絵 – クラス B 70-ショートトン (s/n 2982 of 1918) – フェアチャイルド スティール 170 後に Tennessee Coal, Iron and Railroad 170になった。
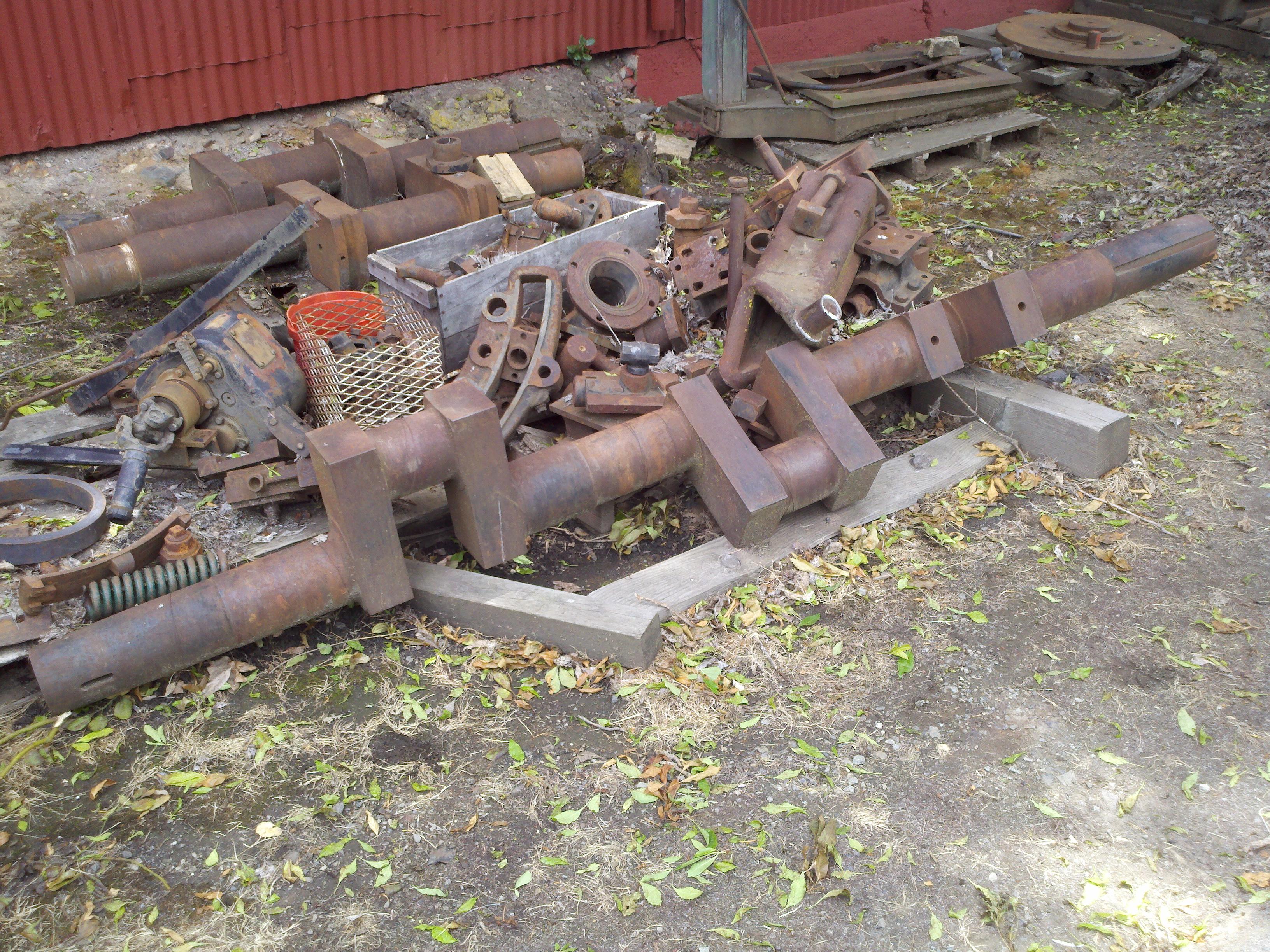
Railtown 1897 State Historic Parkのシェイのクランク軸と関連する部品